# Sydpolsekspeditioner
Ved Sydpolsekspeditioner forstås de ekspeditioner, der har haft Antarktis eller sydpolen samt de omgivende farvande og øer som mål.
Allerede tidligt havde man forestillinger om, at der fandtes et stort fast landområde i tilknytning til sydpolen, men man havde ingen anelse om dets størrelse og udstrækning. I takt med, at hval- og sælfangst nåede disse egne, fik man også kontakt med øer nær og de yderste kyster af Antarktis. Man skal dog helt frem til tiden omkring år 1900 inden, at polarforskerne begyndte at udforske de kystnære dele af Antarktis og også at søge ind på kontinentet.
Den første, som forsøgte at nå sydpolen, var Ernest Shackleton med Nimrod-ekspeditionen 1907-1909, men han nåede ikke sit mål. Få år efter startede to ekspeditioner med kort tids mellemrum med samme formål. Det var Fram-ekspeditionen under ledelse af Roald Amundsen og Terra Nova-ekspeditionen under ledelse af Robert F. Scott. Amundsen kom først, omkring en måned før Scott. Han nåede også hjem i god behold, hvorimod Scotts ekspedition endte i en katastrofe.
Få år efter begyndte flere lande at oprette faste forskningsstationer på Antarktis, hvilket i en vis forstand indebar afslutningen på de egentlige sydpolsekspeditioner.

## Baggrund
Om sydpolarlandene kunne man i oldtiden kun have fantasibilleder, der var fostrede af den opfattelse, geograferne havde om lands og vands fordeling på jorden, og i dette spørgsmål var gennem tiderne de lærde uenige. Claudius Ptolemæus indtegnede Det Indiske Ocean på sit berømte kort som et indelukket middelhav, der mod syd begrænsedes af et land, som knyttede Østafrika til Østasien. Det holdt hårdt at komme bort fra denne anskuelse om lands og vands fordeling; endnu i det 16. og 17. århundrede fremstillede kartograferne under høje sydlige breddegrader omridsene af et Terra australis incognita.

### Myten om det store sydland
Lige til midten af det 18. århundrede var man faktisk uvidende om hvorledes, land og vand - selv i grove træk - var fordelt på den sydlige halvkugle. Da Magelhães (1520) havde passeret gennem det efter ham opkaldte stræde syd om Amerika, troede man i Ildlandet at have fundet en mod nord fremspringende del af sydlandet, og kartografer som franskmanden Oronce Finé tegnede et Terra australis, der optog hele jordens sydlige kuglekalot. De søfarende nationer, som havde herredømmet på verdenshavene, spaniere, hollændere, franskmænd og englændere, og som var optagne af tanken om at finde nye lande, hvorfra de kunne hente rigdomme, søgte dem i syd, og ønsket om at få spørgsmålet løst om lands og vands fordeling bidrog også til at fremme opdagelser; hver gang, man traf øgrupper, gik man ud fra, at de lå nær ved eller hørte til "det store sydland". Da spanierne opdagede nordkysten af Ny Guinea (1545), New Zealand og Juan Fernandez-øerne (1574) samt Salomonøerne (1568), opfattede man dem, (lige som tidligere Ildlandet) som dele af sydlandets nordkyst og det selv efter, at Francis Drake i 1577 havde bevist, at Ildlandet var en ø. På Mercators kort fra 1587 indtog sydlandet et stort område; når hollandske søfarere i det 17. århundrede på rejsen til Java, på grund af fejlagtig længde, havde fået nyt land (Ny Holland) i sigte, da bragtes dette land i forbindelse med sydlandet, og Abel Tasman opdagede Van Diemens Land (Tasmanien) i 1642, fik i december samme år højt land i sigte (New Zealand), hvorom han skrev: "Det synes at være herligt land, og vi antager det for en del af det ukendte sydland". Først Cook skulle konstatere, at New Zealand bestod af øer.
Lidt efter lidt måtte sydlandets nordlige begrænsning dog lægges længere og længere mod syd, bort fra tempererede egne. På rejser rundt Kap Horn var skibe tidlig blevet slået ud af deres kurs, og de bragte efterretninger om at have set snedækt land, efterretninger, som vel ikke altid var pålidelige.
I 1738 udsendte det franske selskab Compagnie des Indes kaptajn Bouvet i den faste overbevisning, at der i det sydlige indiske ocean og i Stillehavet fandtes frugtbare og folkerige landområder, som man kunne drage fordel af. Den 1. januar 1739 opdagede han på 54° 26′ sydlig bredde i havet syd for Afrika en høj, snedækket og af pakis omgiven kyst, som han antog for et forbjerg på sydlandet. Han fulgte pakiskanten mod øst omkring 2.400 km og var overbevist om, at inden for denne lå et fastland, men heri tog han fejl. Det, han havde set, var Bouvetøen, som først i 1898 skulle blive betrådt af medlemmer af den tyske "Valdivia"-ekspedition. Bouvet var for øvrigt den første, som på disse breddegrader sejlede ind i isen, og han regnes da også for den første egentlige antarktiske forsker. Han gav den første beskrivelse af de karakteristisk formede antarktiske isbjerge.
Frankrig havde mistet Canada, og tanken om at vinde erstatning på den sydlige halvkugle kom op. Regeringen udsendte hele tre ekspeditioner for at finde sydlandet. Den ene af disse under Marion de Fresne opdagede 1772 i det sydlige indiske ocean Marion-øen (Pr. Edward-Øen) og Crozet-øerne, som han kaldte Terre d’Espérance i håb om, at sydlandets kyst ikke lå langt borte. Skønt begge øerne ligger på 46 1/2° sydlig bredde, kan de dog siges at have polarklima. Den anden ekspedition, der førtes af Kerguelen-Trémarec, opdagede i 1772 længere mod øst, på 49° 40′, en lille ø og et udstrakt land, som han på grund af tåge dog ikke fik lejlighed til at undersøge. Han vendte hjem i den sikre forvisning at have opdaget det centrale parti af det store sydland, som han kaldte "Syd-Frankrig". Man tillagde hans opfattelse så stor værdi, at han atter det følgende år, i 1773, på ny blev udsendt, men på denne rejse måtte han nødvendigvis blive revet ud af sine illusioner: sydlandet var ikke til at opdage, og samme år konstaterede Cook, at "Kerguelen" var en ø.

### James Cooks ekspeditioner
Endnu på James Cooks tid strakte Terra australis incognita sine arme langt mod nord i Stillehavet. Den berømte søfarende, som krydsede vidt og bredt i sydhavet, drev derved kontinentets grænser langt tilbage mod syd. På sin første ekspedition (1768—71) til iagttagelse af en Venuspassage havde han omsejlet New Zealand, og derved løst denne dobbeltø ud fra det store sydland, som han heller ikke andet steds havde kunnet finde i disse strøg. På sin anden ekspedition og jordomsejling (1772—75) med skibene Resolution og Adventure overskred James Cook tre gange polarkredsen, syd for Madagaskar og sydvest for Sydamerika, og nåede sydligere breddegrader end nogen før ham:
"Jeg havde omsejlet Sydhavet på så høje breddegrader og gennemkrydset det på en sådan måde, at der ikke levnedes mindste rum for muligheden af et kontinent her, undtagen nær polen og uden for søfartens grænser".
Den 30. januar 1774 nåede han endelig 106° 54′ v. l. 71° 10′ s. br. Men her blev han standset i sin videre fremfart af isen. Bag pakisen viste sig nemlig en fuldkommen kompakt ismasse, der syntes jævn og ikke videre høj, men længere mod syd højnede den sig, til den forsvandt i horisonten. Det sted, hvor Cook så dette isområde, var det sydligste punkt, som blev nået i mange år. Han udtalte den mening, som for øvrigt også deltes af de fleste om bord, at denne is måtte strække sig helt til sydpolen og være knyttet til et stort landområde, som det i umindelige tider havde dækket. Fra dette måtte de isbjerge stamme, han havde truffet længere mod nord. Tilstedeværelsen af pingviner og andre fugle viste desuden den store opdager, at han var nær under land.
Cook havde indledt sydpolforskningen, men det varede et halvt hundrede år, forinden det næste skridt blev gjort, thi verden fik nu andet at tænke på. Den store revolution og Napoleons krige forhindrede alle opdagelsesrejser, og da de endelig blev genoptagne, var det fornemmelig mod de nordlige polarlande, at kursen blev sat.

### Hvalfangere i sydishavet
Cook havde hjembragt efterretning om de sydlige haves store rigdom på sæler og hvaler, og det blev nu fangsten af disse, som lokkede, først amerikanske, siden også britiske fangstskippere mod sydpolaregnene. Disse færder kom til at indlede sydpolarforskningens anden periode. Den engelske hvalfangerkaptajn William Smith på briggen Williams mødte den 19. februar 1819 en isdækket kyst på omtrent 62° S og 55°—65° V efter, at han var drevet længere mod syd end sædvanlig. Han foretog den første landgang i sydpolarlandene den 16. oktober 1819 på Ny Syd-Shetland, som han antog var et fastland, men som siden viste sig at være øer. De var måske allerede blevet set i 1812 af amerikanere og havde — skønt de lå nord for polarkredsen — et fuldkommen polarklima. Flere og flere hvalfangere søgte til disse strøg, sælerne fristede også, så sådanne fangstskibe snart optrådte i store tal, hvorfor det heller ikke varede mange snese af år, før hvalernes antal aftog, eller de forsvandt som følge af rovfangst. Der søgtes stadig nye fangstpladser, og på denne måde blev flere og flere øområder opdagede, så som Sydorkney-øerne og øgrupper ved Vest Antarktis.

### Graham Land
Syd for Kap Horn skyder Graham Land sig som en stor forholdsvis smal halvø ud fra Vest Antarktis. Graham Land er beliggende på den Antarktiske halvø. Tæt nord for dennes spids ligger Sydshetlandsøerne. Graham Lands nordligste kyster udgør den ældste kendte del af Antarktis’ kontinent og blev nogle gange tidligere benævnt som "Palmer Land", idet det først blev antaget at være opdaget og undersøgt af den amerikanske sælfangerkaptajn N.B. Palmer i januar 1821, men i 1920'erne blev det konstateret, at landet allerede i februar 1820, altså omtrent et år tidligere, blev opdaget af Edward Bransfield, der var "master" (navigationsofficer) i den engelske flåde, og som blev udsendt fra vestkysten af Sydamerika, hvor der dengang lå engelske krigsskibe.
I 1964 blev området officielt navngivet Graham Land og den sydlige del af den Antarktiske halvø benævnt Palmer Land.

### von Bellingshausens polarekspeditioner
Imidlertid havde kejser Alexander 1. af Rusland i året 1819 udsendt to polarekspeditioner med videnskabelige formål, en mod nord og en mod syd. Sydpolfærden foretoges med skibene Vostok og Mirni under kommando af admiral Fabian Gottlieb von Bellingshausen. Han og Lazreff foretog (1819—21) den anden cirkumpolarfærd, på hvilken de 6 gange krydsede polarcirklen uden dog at overskride den 70. breddegrad. De opdagede i januar 1821 under 67° 30′ s. l. Kejser Paul den Første’s Land og Kejser Alexander’s Land i Vest Antarktis, det sydligste land, som indtil da var kendt. Bellingshausen beskrev sælfangsten omkring Shetland-Øerne, som da stod i flor. Syd for Amerika færdedes nu flere og flere amerikanske og engelske sælfangere i de antarktiske egne; i 1821 var der således 30 sælfangstskibe i disse farvande. Engelske skibsførere som Weddell, Walker og Powell og amerikanere som Palmer, Pendleton og andre gjorde i disse år opdagelser i egnene syd for Sydshetlandsøerne, lige som de noget østligere liggende Sydorkneyøer.
Sydsommeren 1822—23 var enestående mild, og isforholdene i sydpolarhavet var så gunstige for sejlads som vist nok ingen sinde siden. Til alt held befandt den engelske fangstskipper Weddell sig i Vest Antarktis på en rejse for at finde nye fangstområder i den del af det sydlige ishav, som efter ham blev kaldt Weddellshavet. I februar 1823 traf han her, efter at være kommet gennem pakisbæltet, næsten isfrit farvand, og havet var bogstavelig talt bedækket med fugle, især stormsvaler. Han sejlede fremad i prægtigt vejr. Den 20. februar nåede han 74° 15′ S og 34 1/4° V, hvorved han med glans havde slået — med 3 grader — den rekord på 71° 10′ S, som Cook havde sat 49 år tidligere. Han så kun ganske enkelte isbjerge, og i det hele taget viste forholdene sig helt anderledes gunstige end for Cook. Weddell kunne være sejlet langt videre frem; men hans to småskibes tilstand og mandskabets sygdom gjorde det nødvendigt at vende om.

## Sydpolarforskningens anden periode
Blandt de rederier, som i denne periode udsendte fangstskibe til sydpolarlandene, var London-rederiet Brødrene Enderby, der lige siden 1785 havde sendt sine fangstskibe syd over. Ordrerne lød på, at man lejlighedsvis skulle søge at gøre geografiske opdagelser. En af rederiets kaptajner var Biscoe. Tre gange (1830—32) sejlede han sydpolen rundt, og tilmed et længere stykke inden for polarkredsen end nogen før ham. Han opdagede mere antarktisk land end nogen før ham, således Graham Land, og Biscoe-Øerne i Vest Antarktis og syd for det indiske ocean Enderby Land, den første antarktiske kystrand, som blev set uden for Vest Antarktis. I sommeren 1832 opdagede kaptajn Kemp, en engelsk fangstskibsfører, land øst for Enderby Land, hvilket opkaldtes efter ham, og i 1839 opdagede kaptajn Balleny, også udsendt af Rederiet Enderby, syd for New Zealand, under polarcirklen, nogle øer, der blev opkaldte efter opdageren. På dem fandtes virksomme, indtil 3.000 m høje vulkaner. Han så land et par steder under polarcirklen på 137 1/2° og 118 1/2° ø. l.
Disse mere tilfældige opdagelser dannede indledningen til sydpolarforskningens anden periode, da ekspeditioner med videnskabelige mål blev udsendt i ikke ringe omfang. Det var til at begynde med egentlig ikke geografiske opdagelser, man tilsigtede, men hovedformålet var jordmagnetisk forskning, hvortil ganske naturligt knyttedes andre videnskabelige undersøgelser. Alexander Humboldt havde formået den russiske regering til at oprette en række observationsstationer fra Petrograd gennem Sibirien til Peking, lige som han rettede en henvendelse til Royal Society i London med opfordring til, at man fra engelsk side skulle oprette lignende stationer i kolonierne. Den engelske regering gik beredvilligt ind på tanken og besluttede at afsende en videnskabelig ekspedition til de antarktiske farvande for at finde den magnetiske sydpol, hvis omtrentlige beliggenhed var bleven beregnet af Gauss til at ligge på 66° S 146° Ø. Til chef for ekspeditionen valgtes marinekaptajn James Clark Ross, en mand som allerede havde vist sig fortrinlig egnet til forskningsrejser i polarlandene. Han havde været under Parry på 3 nordpolsrejser og havde tilbragt 4 vintre i Arktis med John Ross. Han var dertil en fremragende hydrograf, magnetiker og meteorolog, som havde bestemt den magnetiske nordpols beliggenhed i 1831. Der udrustedes under ham to skibe Erebus og Terror. James Ross’ ekspedition var ikke ene om at bryde nye baner i sydpolarlandene. I årene 1838—43 var der nemlig ikke færre end 9 skibe som deltagere i et internationalt kapløb.
Både fra Frankrig og de Forenede Stater var der nemlig allerede, forinden Ross lagde ud, bleven udsendt videnskabelige ekspeditioner, som, skønt de ikke var udrustede for sejlads i isregionen, dog bragte som geografisk udbytte opdagelsen af nyt land både i Vest og Øst Antarktis. I 1837 var korvetterne L’Astrolabe og La Zélée under kaptajn Dumont d’Urville udgået fra Frankrig, og det følgende år afsejlede en amerikansk eskadre på fem skibe under kommando af løjtnant Wilkes. Begge disse ekspeditioner skulle foretage videnskabelige, blandt andet magnetiske undersøgelser, og de havde til opgave at udstrække deres forskning til de antarktiske egne.

### D’Urvilles polarekspeditioner
D’Urville foretog nu på et første Togt (1837—38) undersøgelser ved øgrupperne syd for Kap Horn, og i farvandet syd for Sydshetlandsøerne, ved nordenden af Graham Land, opdagede han nogle øer, en større, der fik navnet Louis-Philippe Land, og en mindre, Joinville Øen, I 1840 gik ekspeditionen ud fra Tasmanien, og efter at have forceret isen, opdagede man under polarkredsen og på 140° Ø et højt, snedækket land, der kaldtes Adélie Land, og det lykkedes at lande på en af småøerne under kysten. Man sejlede nu vest på langs en 30–45 m høj ismur, og på 130 østlig længde. opdagedes Clarie Land, hvor efter man på grund af ishindringer igen sejlede nordpå.

### Ross' sydpolsekspedition
James Clark Ross havde allerede opnået store resultater. Ombord fandtes en stab af videnskabsmænd, blandt hvilke botanikeren Joseph Hooker. Skibet Terror havde til chef kaptajn Crozier (som førte det samme skib på Franklin-ekspeditionen, hvor han med alle andre fandt sin død). Skønt James Clark Ross først kunne stikke i søen den 16. september 1839, da de to førnævnte ekspeditioner allerede befandt sig i Antarktis, lykkedes det ham dog ganske at stille sine konkurrenter i skyggen. Da han i Tasmanien erfarede, at Wilkes og d’Urville netop havde gennemsøgt den egn, hvor Gauss mente, den magnetiske sydpol fandtes, besluttede han at omgå disses arbejdsfelt, og han søgte længere øst over for der at forsøge et fremstød mod syd i det forholdsvis isfrie hav, som Balleny i 1839 havde truffet på c. 170° Ø.
To sydsomre (1840—41 og 1841—42) anvendte nu Ross til udforskning af dette havområde, som siden med god grund kom til at bære hans navn (Rosshavet). Nytårsdag 1841 mødte ekspeditionen på 66° breddde pakisen, som det tog en uges tid at passere, hvorefter man traf på isfrit farvand til stadfæstelse af Weddells opdagelse. På 70° 23′ S og 170° 50′ Ø viste inklinationsnålen, at den magnetiske sydpol måtte ligge meget sydligere end beregnet af Gauss. Ross styrede nu mod sydvest i håb om gennem det isfrie hav at kunne nå den. Den 9. januar 1840 befandt ekspeditionen sig kun 4 km fra et land (på 71° 15′ S og 171° Ø.), som var blevet set den foregående dag. Man så en bjergkæde, hvis højde ansloges til 2—3.000 m, og som kaldtes Admirality Range; dens højeste top kaldtes Mt. Sabine, og et fremspringende punkt ved kysten kaldtes Kap Adare. Det var her, at en engelsk ekspedition under nordmanden Borchgrevink et par menneskealdre senere, først af alle, overvintrede på landjorden i de antarktiske egne.
Ross gik nu videre i syd langs østsiden af den opdagede kyst, Victoria Land, som han fulgte 6–700 km. Landet var sneklædt, og gennem dalene kom gletsjere ned. Man passerede nogle vulkanske øer, landede på Possession Øen, og i en afstand af 220 km var det høje, sneklædte land synligt. Mt. Melbournes højde ansloges til 4500 m. Den 22. januar havde man nået den hidtil — af Weddell — nåede højeste bredde 74 1/2°. Pakisen tvang nu skibene til at fjerne sig fra land. Franklin-Øen, hvorpå man landede, opdagedes.
Den 28. januar ved midnatssolens klare lys opdagede Ross i østlig retning et større landområde, der syntes at opløse sig i mindre øer. Jo længere skibene imidlertid sejlede frem mod det, desto højere syntes øerne at hæve sig over horisonten, og til sidst så Ross, at det var toppe af meget høje bjerge, som så ud til at danne en øst-vest forløbende kyst. En af toppene syntes hyllet i skymasser. Det så ud som om, at sneen i tætte skyer drev hen over den, men noget efter kunne man tydelig se, at det måtte være røg, der med mellemrum blev skudt ud fra toppen. Der var ingen tvivl: man havde her, ganske uventet, truffet en vulkan. Når skyerne forsvandt, skelnedes der tydeligt lava på kraterranden, og nogle af officererne mente endog at kunne se flydende lavastrømme vælte sig ned fra toppen. Bjerget fik navnet Mount Erebus (3.890 m), mens en mindre top øst for benævnedes Mount Terror (3.317 m). På denne sås ingen røgsky; man antog derfor, at det var en vulkan, som for tiden ikke var i virksomhed. Man var nu på 77° S, og man havde altså her opdaget jordens sydligste vulkaner. Mount Erebus’ beliggenhed beregnedes til 77 1/2° S og 167° Ø. Straks efter den interessante opdagelse skulle Ross gøre en anden, ikke mindre interessant i disse egne: allerede ved et første forsøg, man gjorde på at nærme sig land, var det påfaldende at se en hvid, lav linje ligge neden for bjergene; da man kom nærmere, viste det sig at være en lodret ismur, hvis højde var mellem 45 og 60 m. Dens overflade syntes fuldkommen flad og horisontal. Bag den lå en kæde af høje bjerge, hvilke fik navnet Parry Mountains. Isranden, som Ross kun på ét sted kunne se op over, strakte sig videre i østlig retning, og han sejlede nu langs denne fra den 28. januar til den 5. februar (fra 168° Ø til 167° V), men det lykkedes ikke at lande på noget punkt af dette nyopdagede isområde, som (på 161° vestlig længde) bøjede mod nordøst.
Det var den berømte "isbarriere", som snart opfattedes som den mægtige yderkant af en umådelig indlandsis. Også oven for denne ismur, som syntes at have en jævn overflade, så man i nordøstlig retning et klippeland hæve sig til betydelige højder; det var Kong Edward VII’s Land, som Scott 60 år senere kaldte det. Her, i en sydøstlig bugt af isbarrieren, nåede Ross den 23. februar 1842 sin højeste bredde, 78° 9′ 30″ S. og 173° 20′ V. Efter 19 års forløb var Weddells rekord slået med 3° 55′.
Ross var imidlertid atter gået mod vest, og han fik på ny de to vulkaner i sigte, men da et passende overvintringssted ikke kunne findes, måtte han også opgive at finde den magnetiske sydpol, og under vanskelige isforhold sattes kursen nord på forbi Kap Adare, hvor efter kysten af Victoria Land fulgtes så tæt, som isen tillod det, i nordvestlig retning, men han fik ikke Wilkes Land i sigte og ville som følge deraf ikke fæste lid til dets eksistens. I begyndelsen af april 1841 ankom han til Hobart på Tasmanien efter at have foretaget den navnkundigste rejse, som hidtil var blevet foretaget i sydpolaregnene.
Den følgende sydsommer (1841—42) begav Ross sig på sin anden sydpolsfærd til det efter ham opkaldte Rosshhav; men allerede på 57° s. br. og 147° v. l. mødte han is, eller fem grader nordligere end året før. Den 17. december 1841 stødte han således på pakisbæltet, gennem hvilket det tog samfulde 48 dages kamp at vinde frem. På 78° 10′ S og 161° 27′ V nåede Ross den højeste sydlige bredde, der hidtil var blevet nået. Forgæves søgte han at trænge videre frem mod øst. Han sejlede nu, på grund af den fremrykkede årstid, nordpå, passerede polarkredsen den 6. marts og satte kursen mod Kap Horn, for at fortsætte magnetiske observationer på Falklandsøerne. På denne anden rejse havde han hverken fået de to vulkaner eller Victoria Land i sigte men derimod isbarrieren.
I sydsommeren 1842—43 gik Ross ud på sin tredje rejse for at foretage undersøgelser i den del af sydishavet, som kaldes Weddellshavet, men han stødte på alvorlige ishindringer. Den 28. december fik man den ikke tidligere sete østlige del af Joinville Øen i sigte, men det var ikke muligt at lande. Derimod lykkedes det at foretage landgang på Cockburn Øen, hvor Hooker samlede 19 forskellige planter. Skibene blev låst fast i isen en måneds tid og kom fri den 4. februar 1843; man nåede 70° 30′ S, men måtte så vende om, og skibene kom 4. april til Simons Bay syd for Kapstaden, hvorfra de den 2. september nåede England, efter 4 års fravær.
Vor viden om sydpolarlandene begynder først for alvor med Ross’ ekspedition, som hjembragte ikke blot et stort geografisk resultat, men også geologiske, zoologiske og botaniske indsamlinger, ligesom der var foretaget betydningsfulde magnetiske, meteorologiske, og hydrologiske undersøgelser. Navnlig de geofysiske resultater, som James Ross havde opnået på sin ekspedition, fristede til nye anstrengelser. I året 1845 udsendtes fra Kapstaden under den engelske løjtnant Moore en ekspedition, hvis opgave det var at foretage magnetiske observationer i det sydlige ishav. Efter forgæves forsøg under vanskelige isforhold på at nå Enderby Land måtte ekspeditionen sejle nordpå.

### Pausen i den antarktiske forskning
Der indtrådte nu et langvarigt ophør i den antarktiske forskning, som med få og mindre væsentlige afbrydelser varede næsten 50 år. Problemet "Nordvestpassagen" var trådt i forgrunden. Ej heller i Amerika formåede de fremragende ydelser, Wilkes havde præsteret, at fremme sydpolarforskningen, og på lignende måde var forholdet i andre lande til trods for, at enkelte ideelt anlagte mænd med utrættelig iver virkede for sydpolforskningens genoptagelse. Blandt disse må i første række nævnes Oceangeografiens grundlægger Matthew Maury og dennes elev, professor G. B. Neumayer. Imidlertid havde man enkelte gange fra det sydlige ishav hørt om mindre opdagelser, som var gjorte af fangstskippere og andre. Kaptajn Heard havde således 1853 opdaget Mac Donald- og Heard-Øerne under omtrent 55° br. og 72 1/2—74° ø. l., og i sydsommeren 1873—1874 besøgte en tysk ishavsfarer, kaptajn Dalmann, egnene syd for Amerika, omsejlede blandt andet Trinity-Øen og gjorde opdagelser ved Palmer Land (Graham Land).

### Challenger-ekspeditionen
Imidlertid havde i samme sydsommer Challenger-ekspeditionen aflagt et kort besøg på det antarktiske område syd for det indiske ocean. Fra 8. februar til 17. marts 1874 foretog ekspeditionen på omtrent 80° ø. l. en afstikker inden for polarkredsen, som ved den lejlighed for første gang blev overskredet af et dampskib. Forgæves søgte man efter Wilkes’ Termination Land, og ekspeditionen, der ikke var udrustet til isfart, sejlede efter dette korte ophold i sydishavet igen nord på, men ikke desto mindre hjembragte den et rigere udbytte i biologisk og geologisk henseende end nogen tidligere antarktisk ekspedition, takket være de forbedrede redskaber og metoder og ikke mindst den nøjagtighed, hvormed hver bundprøve øjeblikkelig blev taget vare på og undersøgt. De biologiske fund åbnede nye og vide perspektiver, og de geologiske styrkede teorien om et antarktisk fastland.
Ekspeditionens geolog John Murray udgav dennes videnskabelige resultater, hvilke på ny henledede den videnskabelige verdens opmærksomhed på Antarktis. Med stigende styrke rejstes kravet om en genoptagelse af den antarktiske forskning, og disse krav steg i endnu højere grad efter, at man var blevet bekendt med udbyttet fra de to internationale polarstationer, som var i virksomhed på den sydlige halvkugle i 1882—1883 samtidig med, at der arbejdedes på 13 lignende på den nordlige halvkugle. I nord lå de fleste stationer inden for polarkredsen, i syd var de to derimod fjernet 10—12° fra samme: de lå på Ildlandet og Sydgeorgien, men resultaterne, der opnåedes, var så interessante i meteorologisk, geologisk og geofysisk henseende, at også de bidrog til at fremme sydpolarforskningen. Der blev nu tale om, at den berømte svensker og polarforsker Adolf Erik Nordenskiöld skulle lede en australsk ekspedition i Antarktis, hvorfor han i 1889 udkastede en plan, men da kom den store finanskrise i Australien i 1892, og planen røg i vasken. Også Fridtjof Nansen havde, efter sin færd over Grønlands indlandsis, fattet tanken om på ski og med hunde at krydse det antarktiske fastlands indlandsis, men planen blev foreløbig lagt til side, og han drog ud med Fram over nordpolhavet.
På denne måde varede det endnu noget, inden sydpolarforskningen blev genoptaget af videnskabsmænd. Det blev folk i praktisk gerning, som kom til at gøre skridtene fremad i Antarktis — nemlig fangstkaptajnerne, og med dem fulgte i enkelte tilfælde videnskabeligt skolede mænd. Hvalfangsten i havene nord for Europa var, som følge af rovfangst gennem lange tider, bleven mindre rentabel i begyndelsen af 1890-erne. Norske hvalfangere vendte sig mod Island og Færøerne, og andre vendte stævnen mod syd. I Efteråret 1892 udsendtes således 5 hvalfangere til Vest Antarktis, nemlig 4 fra Dundee og 1 fra Hamborg. Af disse var de tre skibe norske, mens det fra Hamborg var det berømte Jason, kaptajn Carl Anton Larsen, som i 1888 havde landsat Nansen på Grønlands østkyst under den samme fører.
Med to af de skotske skibe fulgte to unge videnskabsmænd, og disse skibe færdedes for størstedelen i farvandet øst for Joinville-øen og Louis-Philippe Land, hvis kyster kortlagdes bedre end tidligere, lige som enkelte landgange foretoges. De to videnskabsmænd Donald og Bruce hjembragte dog kun et forholdsvis magert resultat, når undtages meteorogiske iagttagelser. Grunden hertil var manglende forståelse hos de skotske skippere, som væsentlig måtte se på sagens praktiske side. Det økonomiske resultat, de opnåede, blev i øvrigt en stor skuffelse. Helt anderledes frugtbringende, både i økonomisk og videnskabelig henseende, blev Jasons togt; thi kaptajn Carl Anton Larsen var ikke blot en fremragende ishavsfarer og fangstskipper, men en mand med stærke videnskabelige interesser og dertil udrustet med en foretagsomhed og en energi, som overvandt alle hindringer, således at hans fangstfærder i Antarktis (1892—94) kom til at sætte betydelige spor. Han kom på sin første rejse samtidig med skotterne, landede blandt andet på Seymour-Øen og Louis-Philippe Land, hvor han indsamlede "de første fossiler, som gav de første beviser for sedimentære bjergarter i Antarktis, en i naturvidenskabelig henseende meget vigtig opdagelse". Det var i sydsommeren 1892—93. Mens Dundee-Fangerne opgav videre forsøg, forlod kaptajn Larsen i august 1893 atter Norge, fulgt af to andre norske ishavsskuder, Hertha, kaptajn Evensen, og "Kastor", kaptajn Pedersen. Larsen søgte syd over langs østsiden af Graham Land, nåede snart Ross’ højeste bredde i Vest Antarktis og fandt overalt isfrit hav. Atter landede han på Seymour-Øen, opdagede på omtrent 65° br. og 62° v. l. kysten af et højtliggende ukendt Land, som han kaldte Kong Oskar II’s Land. Et delvis isfrit bjerg kaldte han Jasonfjeld, og et forbjerg benævnte han Framnæs. Jason blev det andet dampskib, som passerede polarkredsen; man sejlede videre syd på, men standsedes på 68° 10′ br. og 60° v. l. af is. Stadig havde man højt, snedækt land i sigte, som hævede sig indefter til betydelige højder; dets sydligste del kaldte han Larsen Foyn Land. Det var den østlige og sydlige fortsættelse af Graham Land, han her havde opdaget. Landet var vistnok i tyverne i forrige århundrede blevet set af amerikanske fangstmænd. Kaptajn Larsen vendte nu og sejlede derefter nord på, undersøgte egnene mellem Kong Oskar’s Land og Louis-Philippe Land, opdagede to virksomme vulkaner på øer i sundet mellem disse to lande, og han så den omliggende is dækket af aske med mere fra disses udbrud. Samtidig foretog kaptajn Evensen med Hertha vest for dette land en interessant rejse. Han sejlede forbi Biscoe-Øerne, Adelaide-Øen og Alexander I’s Land og nåede en endnu højere bredde end Larsen, nemlig 69° 10′ s. Både syd og vest for Graham Land var havet i mærkelig grad isfrit, samtidig med at store mængder af isbjerge blev påtruffet i den sydlige del af Atlanterhavet og det indiske hav.
I 1894, altså samme år, som Larsen kom hjem med Jason, udgik der en ny fangstfærd til Øst Antarktis. Nordmanden H.J. Bull, som var bosat i Melbourne, havde forgæves i Australien søgt at rejse kapital til en ekspedition til Syd-Victoria Land med norsk skib og norsk mandskab; nu henvendte han sig i Norge, og den da 84 år gamle Svend Foyn slog straks til. Han og Firmaet "Heftye & Søn" besluttede at udsende skibet Antarctic, kaptajn Christensen, blandt andet med det formål at se at finde områder, hvor den så eftertragtede og mod nord fåtallige grønlandshval mulig kunde findes i sydishavet. Ekspeditionen skulle søge ind i Ross Havet. Skibet medførte instrumenter til videnskabelig forskning. To deltagere (Eyvind Astrup og Bruce), som skulle have benyttet dem, kom ikke tidsnok til skibets afgang; det blev da en i Australien for tiden bosat ung nordmand, Carsten Borchgrevink, som levende interesserede sig for antarktisk forskning, der kom til at bruge instrumenterne. Da skibet ankom til Melbourne, kom han om bord og lod sig, for blot at komme med, forhyre som matros. Gennem pakisen nåede Antarctic ud i åbent vande i Ross Havet i midten af januar 1895. Man sejlede syd på til 74° 10′ s. br., vendte og passerede Kap Adare. Her opdagede Borchgrevink i kikkert fra udkigstønden en lille isfri strand, neden for forbjerget, på den i øvrigt tilsyneladende utilgængelige kyst. Det var denne strand, der blev så vigtig for Borchgrevinks senere ekspedition. Efter en kort visit i land, på hvilken det lykkedes Borchgrevink at gøre adskillige indsamlinger samt konstatere eksistensen af vegetation på landjorden og planteliv på grundet vand ved kysten, gik man atter om bord i Antarctic og sejlede hjemad, til at begynde med gennem pakisen, hvilket varede 6 dage. Efter ankomsten til Melbourne rejste Borchgrevink til London, hvor han på den geografiske kongres, som netop i 1895 afholdtes her, kunne give beretning om ekspeditionens resultater og i korte træk fremsætte sin plan til en fremtidig ekspedition til de samme egne i det sydlige ishav. Kongressen vedtog en resolution om, at udforskningen af Antarktis var "den vigtigste geografiske opgave, som endnu står tilbage at løse".
Det arbejde, som allerede gennem adskillige år var gjort af mænd som professor, dr. G. B. Neumayer, Sir Clements Markham og Sir John Murray samt tyskeren Drygalski, blev nu fra mange sider støttet. På den følgende geografiske kongres i Berlin, 1899, blev sydpolarforskningerne og ekspeditioners udsendelse genstand for særlig drøftelse; men forinden planen om samtidig at udsende flere ekspeditioner kom til udførelse, havde andre videnskabelige ekspeditioner besøgt sydpolaregnene. I øvrigt havde man, efter at Nansen var vendt hjem fra sin færd med Fram over polhavet med glimrende resultater — som følge af udrustning, nye metoder, det fortræffelige skib og så videre — både fra tysk og engelsk side opfordret ham til at tage ledelsen af en sydpolekspedition; men da han kun kunne tænke sig at gå ud under norsk flag, blev det andre, der fik ledelsen.
Imidlertid var der i 19. århundredes sidste år udgået to, for private midler udrustede, mindre ekspeditioner til det antarktiske område, som nu igen var kommet på dagsordenen.

### Belgica-ekspeditionen
Efter nogle års arbejde var det lykkedes den belgiske kaptajn Adrian de Gerlache at bringe en af staten og private støttet ekspedition i stand. Ekspeditionsskibet var et tidligere norsk fangstskib, som nu blev kaldet Belgica. Mandskabet var overvejende norsk, og Roald Amundsen var styrmand. Skibet forlod i august 1897 Antwerpen, og den 1. december ankom det til Punta Arenas i Magalhães-strædet. Efter forskellige genvordigheder befandt man sig i januar 1898 i de antarktiske egne syd for Sydshetlandsøerne, og undersøgelserne begyndte langs nordvestkysten af Graham Land; her frøs Belgica inde under 71 1/2° S. og drev nu næsten et år om i isen til 71° 36′ S, som blev den højeste bredde, der nåedes under den lange isdrift — og først i februar 1899 slap ekspeditionen løs efter, under adskillig fare, at have oplevet den første sydpolarvinter, som nogensinde var bleven tilbragt om bord på et skib, hvilket vel ikke var efter de Gerlaches ønske, men til ekspeditionens store held. Thi resultatet blev, at ekspeditionen hjembragte den første årsserie af videnskabelige observationer fra Antarktis. I geografisk henseende gav Belgica-ekspeditionen som positivt resultat opdagelsen og kortlægningen af Belgica- eller Gerlache-strædet mellem Graham Land og Palmer Øen; her foretoges i alt 20 landstigninger i et virvar af øer, som her bærer belgiske og danske og til dels norske navne.

### Valdivia-ekspeditionen
En af den tyske regering udrustet dybhavs-ekspedition, der efter skibet almindeligvis kaldtes Valdivia-Ekspeditionen, under ledelse af professor Chun, gjorde, ligesom Challenger, i sydsommeren 1898—99 en afstikker til de antarktiske egne, hvorved blandt andet den af gletsjere dækkede ubeboede Bouvet ø, som man ofte forgæves havde søgt efter, genopdagedes.

### Southern Cross-ekspeditionen
Mens, som anført, en belgisk ekspedition blev den første, som i skib overvintrede i de antarktiske egne, blev det en engelsk ekspedition under nordmanden Carsten Borchgrevink, som første gang overvintrede i disse strøg på landjorden. Det var endelig lykkedes Borchgrevink at skaffe de nødvendige midler til en sydpolarekspedition, idet den engelske forlægger, medlem af parlamentet, Newnes, stillede 35.000 pund sterling til rådighed mod, at ekspeditionen udgik under britisk flag, og herpå gik Borchgrevink ind, men i øvrigt var både skib og besætning (på et par undtagelser nær) norske. Et norsk fangstskib fik navnet Southern Cross og blev ombygget af Colin Archer efter Frams forbillede. Besætningen udgjorde 31 mand, og man medtog 90 hunde.
Skibet blev ført af en erfaren ishavsfarer, kaptajn Bernhard Jensen, som Borchgrevink havde lært at kende på "Antarctic", hvor han var 2. styrmand. "Sælfangermatrosen" fra den gang var nu selv bleven leder af en ekspedition til de samme egne, hvor han havde gjort tjeneste i en underordnet stilling.
I sommeren 1898 forlod Southern Cross England med kurs mod Tasmanien. Efter ophold på Tasmanien blev kursen sat gennem Rosshavet mod Kap Adare, hvor Borchgrevink gik i land den 17. februar 1899 efter mange vanskeligheder. Herefter sejlede Southern Cross til New Zealand, hvor skibet skulle efterses og overvintre, før skibet næste år skulle hente ekspeditionen, der bestod af 9 mand. Borchgrevink, der medførte et fortrinligt materiel, også til videnskabelige observationer, indrettede sig nu en station ved Kap Adare, hvor der vinteren igennem foretoges videnskabelige observationer, og hvorfra der udgik slæderejser. Hele vinteren herskede der yderst voldsomme sydøstlige snestorme, som af og til rasede med en hastighed af indtil 145 km/t, desuden meget hård kulde, så kviksølvet frøs.
Den 28. januar 1900 ankom Southern Cross, og fem dage senere forlod man vinterstationen, hvor man efterlod en grav. Man sejlede nu syd på langs Victoria Land, kortlagde af kysten hvad Ross ikke havde fået med, fortsatte de videnskabelige, blandt andet magnetiske, undersøgelser, landede på forskellige steder, således blandt andet ved foden af vulkanen Terror, uheldigvis samtidig med en stor kalvning af is, ved hvilken lejlighed Borchgrevink og skibets fører nær havde sat livet til. Man konstaterede samtidig, at Mount Erebus fremdeles var i virksomhed. Endelig nåede Southern Cross den store isbarriere, som siden Ross’ dage havde undergået store forandringer. Ikke blot havde den trukket sig tilbage mod syd, men var også aftaget i højde og i mægtighed. Dens højde oversteg nu næppe 20 m. I en østlig bugt af barrieren var ismuren endog så lav, at Southern Cross kunne lægge til isvæggen som til en brygge. Det var på 78° 34° S. Efter 58 års forløb var altså Ross’ sydligste punkt passeret. Borchgrevink foretog nu med 2 ledsagere på ski og med hundeslæde den første færd på isbarrieren, under hvilken den højeste sydlige bredde, som nogen sinde var bleven betrådt, 78° 50′S, nåedes, den 17. februar under 164 1/2 Ø. Det skete 5 dage efter, at man med skibet var nået sydligere, end Ross havde været.
Den 30. marts ankrede Southern Cross efter en hård rejse ved New Zealand. Resultatet af Borchgrevinks ekspedition var betydeligt. Ved de meteorologiske og magnetiske observationer døgnet igennem på vinterstationen tilvejebragtes den anden årsrække af sådanne observationer.
Ekspeditionens biologiske undersøgelser bekræftede Borchgrevinks iagttagelser fra det hastige besøg i 1895, nemlig tilværelsen af en grundvandsfauna ved Syd-Victoria Land. Der opdagedes desuden flere lavarter, deriblandt renlav, og de første for det blotte øje synlige antarktiske insekter. Det lykkedes også at påvise sedimentære bjergarter foruden basaltiske, hvoraf fastlandet væsentlig består. Ved magnetiske observationer var den magnetiske sydpol bleven nøjere bestemt end hidtil. I rent geografisk henseende viste Kap Adare sig mindre heldig som operationsfelt, da landets stærke stigning til omkring 4.000 m og de stejle isbræer forhindrede undersøgelser i det indre af Syd-Victoria Land.

### Den heroiske tidsalder for antarktisudforskning
Den 7. internationale Geografkongres i Berlin i 1899 havde fået en overordentlig betydning for den internationale sydpolsforskning, hvilken ekspeditionerne under de Gerlache og Borchgrevink yderligere havde fremmet. Vel var de hidtil i sydpolarlandene opnåede rent geografiske resultater kun forholdsvis ringe. En kyststrækning hist og her og en del øer var opdagede, men i øvrigt var der is og atter is. Det formodede antarktiske landområde kunne kun erkendes på en fire-fem steder og ofte kun ved mindre kyststrækninger. Efter den smule, som var bleven set af dette land, og at dømme efter prøver af bjergarter, som var hjembragte, måtte man formode, at der i en tidligere jordperiode havde været landfast forbindelse mellem Antarktis land og Sydamerika, måske også med Australien og New Zealand. Fremragende videnskabsmænd fra mange lande ivrede for et internationalt samarbejde på den antarktiske forsknings område, og fra alle sider blev peget på, at skulle der udsendes sydpolsekspeditioner, måtte de principper, som Fridtjof Nansen havde gennemført på Fram-færden, blive en rettesnor for lignende undersøgelser i sydpolarlandene.
Det 20. århundrede blev da indledt med virkeliggørelsen af tanken om til forskellige områder i de antarktiske egne at afsende ekspeditioner, med videnskabelige stabe om bord. En på Berliner-kongressen nedsat international kommission udarbejdede nu et program for ensartede og samtidige magnetiske og meteorologiske iagttagelser på alle jordmagnetiske observatorier og midlertidige stationer syd for 30° sydlig bredde for tidsrummet 1. oktober 1901 til 31. marts 1903.
En engelsk, tysk og svensk ekspedition skulle udsendes i efteråret 1901, og hertil sluttede sig en skotsk i 1902 og en fransk i 1903. De havde hver sit virkefelt. Den tyske og engelske ekspedition var fortræffelig udrustet og forberedt, efter Nansens principper, og ved mange samvirkende kræfters arbejde. I august 1901 var de to ekspeditioner klar til start, og det lykkedes den svenske geolog Otto Nordenskjöld, rigtignok i al hast at starte en svensk sydpolsekspedition. Argentina oprettede en magnetisk-meteorologisk station på Ildlandet, endvidere planlagdes en samtidig skotsk ekspedition, som dog først kom af sted i november 1902, endelig i august 1903 afsendtes også en fransk ekspedition til Vest Antarktis således, at der i årene 1904—05 virkede hele 5 ekspeditioner på forskellige angrebspunkter og efter en fælles plan. De resultater, som disse ekspeditioner hjembragte, var meget betydelige i strengt videnskabelig henseende, mindre med hensyn til det geografiske spørgsmål om lands og vands fordeling. Kun én af ekspeditionerne kom til at overvintre inden for det antarktiske område, altså syd for polarkredsen, og kun denne ene på det antarktiske fastland, de andre fire måtte overvintre i subantarktiske egne, og én kom i det hele taget ikke sønden for disse, hvilket alt sammen i væsentlig grad fik indflydelse på det rent geografisk mindre gode udbytte.

### Discovery-ekspeditionen
Den engelske ekspedition, som var udrustet af stat og private med en bekostning af 1.640.000 Kr., stod under kommando af den kun 30 år gamle marinekaptajn Robert Scott, som førte Discovery, det første i England udrustede, til polarforskning byggede skib, og som var større end de andre ekspeditioners skibe. Af alle de internationale ekspeditioner blev denne den, der hjembragte det rigeste udbytte, navnlig i rent geografisk henseende, men den havde også fået tildelt det gunstigste arbejdsområde, Victoria Land, hvor den fik et fortrinligt vinterkvarter.
The National antarctic Expedition afsejlede den 8. august 1901 fra Cowes, gik over Kapstaden til New Zealand, som ekspeditionen forlod juleaften, udrustet for 2 3/4 år, med 50 deltagere og 23 sibiriske hunde. Allerede i januar 1902 var man uden større vanskelighed trængt gennem pakisbæltet til Kap Adare, hvorfra østkysten af Victoria Land fulgtes til vulkanerne Mount Erebus og Mount Terror, som viste sig at ligge på en ø. Derfra sejlede Scott mod øst langs den store isbarriere til 152° 30′ V, eller næsten 150 sømil længere, end man før var nået i denne retning. Scott kaldte et isdækket højland (som Ross havde skimtet) med store bræer (lavere end Victoria Land) og beliggende for østenden af den store isbarriere, for King Edward VII Land, hvor efter han atter satte kursen mod vest langs isbarrieren. Det lykkedes at lande ved en åbning i isbarrieren, og herfra gjordes en kort slæderejse mod syd til Borchgrevinks højeste bredde 78° 50′ S. En ballon, der var fasttøjret ved jorden (en "ballon-captif]"), opsendtes fra landingsstedet til 200 m’s højde.
Scott placerede sin lejr over vinteren ved McMurdosundet på 77° 49′ S og 166° 42′ Ø, syd for vulkanen Mount Erebus, og her begyndte man de foreskrevne observationer, som varede hele to år. Imidlertid var der for private midler i 1902 udrustet et hjælpeskib Morning, kaptajn Colbeck (der havde deltaget i Borchgrevinks ekspedition). Det var et tidligere norsk fangstskib, som dog ikke formåede at komme Discovery nærmere end 8 km. Der blev da over isen tilført sidstnævnte forskelligt, og Scott bestemte sig, da det ikke lykkedes at få Discovery frigjort af isen, til en ny overvintring, mens Morning vendte hjem med noget utjenstdygtigt mandskab fra hovedekspeditionen.
Fra vinterkvarteret i McMurdosundet foretog nu Scott med to ledsagere, Ernest Shackleton og Wilson, en højst anstrengende slæderejse, som varede i 14 dage. Under denne døde alle hundene af fordærvet føde, men den 29. december 1902 nåedes desuagtet den højeste bredde, 82° 17′, som nogen sinde var nået, og fra dette punkt sås, under 83° S, bjerge, hvis højeste toppe blev angivet til 4.300 m. Denne slæderejse foregik på isen øst for en høj bjergrække, der syntes at være en fortsættelse af Victoria Lands østkyst. Der blev fra vinterkvarteret i alt foretaget 17 slæderejser med en gennemsnitlig varighed af 25 dage, deraf 5 længere på 52-94 dage. Disse rejser spændte over henved 50 længdegrader på det antarktiske fastland, nemlig fra 146° 35′ Ø til 164° 20′ V. Det var en præstation, som overgik alt, hvad der hidtil var ydet, og det var så meget mere beundringsværdigt, som alle slæderejserne under den anden overvintring måtte foretages uden hunde. Et ukendt landområde kortlagdes, og der gjordes værdifulde videnskabelige iagttagelser. Der iagttoges en kulde af ÷ 51 °C.
På en slæderejse vest efter på den Victoria Land dækkende, vældige ismasse nåede man 490 km fra skibet. I en gletsjerkløft på østkysten af Victoria Land fandtes fossile planterester. Den berømte Rossbarriere var hidtil blevet opfattet som den stejle styrtning af selve indlandsisen, men nu lykkedes det den engelske ekspedition at påvise, at den sandsynligvis et par hundrede kilometer indover flyder på havet. Dette fremgik dels af dybdemålinger, som ved barrierens yderkant viste en havdybde af 500 à 600 m, dels af den omstændighed, at den hævede og sænkede sig med tidevandet.
Den 5. januar 1904 kom Morning igen, efter at have overvintret på New Zealand, og samtidig et andet hjælpeskib, Terra Nova. De lagde til ved iskanten blandt andet med kul til Discovery. I øvrigt bragtes der Scott ordre til, om nødvendigt, at lade Discovery i stikken og indskibe sig på hjælpeskibene. Der gjordes dog nu kraftige anstrengelser for at få skibet løs, og ved dynamitsprængning af isen slap Discovery løs den 16. februar efter at have været indefrosset i to år. To dage efter kunne alle tre skibe sætte kursen nord over. Efter adskillig farefulde kampe med isen ankom hele ekspeditionen velbeholden til Auckland den 15. marts. Efter et ophold på New Zealand vendte ekspeditionen hjem via Kap Horn og ankom til Portsmouth den 10. september efter tre års fravær.

### Gauss-ekspeditionen
Den tyske ekspedition fik til leder Erich v. Drygalski. Ekspeditionen var fortrinlig forberedt. Rigsdagen havde bevilget 1.200.000 mark, og private havde bidraget en mindre sum. Til ekspeditionen var der i Kiel blev bygget et skib med megen hensyntagen til, hvad Fram havde præsteret. Det fik Navnet Gauss efter den videnskabsmand, som for 65 år siden havde givet den antarktiske forskning et stød fremad.
Skibet blev ført af kaptajn Hans Ruser af Hamburg-Amerika Linien. Ekspeditionen talte 30 medlemmer, hvor i blandt flere videnskabsmænd. Dens mål var det ukendte strøg af Øst Antarktis syd for Kerguelen land, mellem Enderby og Kemp Land i vest og Wilkes’ vestligste punkt i øst, der hvor denne amerikanske opdager mente at have set, hvad han kaldte Termination-Land. Strenge instrukser bandt i øvrigt lederne, og ekspeditionens forskningsfelt var for så vidt uheldigt, som en fremtrængen med skib her måtte standse allerede ved polarkredsen. I forbindelse med ekspeditionen oprettedes på Kerguelen Land en station med to videnskabsmænd, hvoraf lederen, dr. Enzberger, døde af beriberi. Denne stations medlemmer afsendtes fra Australien tillige med sibiriske slædehunde, som blev taget om bord i Gauss.
Gauss havde den 11. august 1901 forladt Kiel, derefter foretoges en række undersøgelser i Atlanterhavet, hvorpå skibet anløb Kapstaden for den 31. december at ankomme til Kerguelen Land. Afrejsen herfra blev forsinket til 31. januar 1902, og man mødte ugunstige vejr- og isforhold, som vanskeliggjorde ekspeditionens fremstød mod syd. Efter en kort landing på Heard-Øen mødtes de første isbjerge, og kampen med pakisen begyndte således, at videre fremtrængen standsede på 63° 52′ S og 95 1/2° Ø. Af Wilkes’ Termination Land sås intet spor, og man arbejdede sig vest på langs iskanten.
Den 21. februar fik man — ved vestenden af Wilkes’ Land — et ukendt land i sigte. Det kaldtes Wilhelm II’s Land. Isforholdene forværredes, og den følgende dag, på omtrent 66° br. og 90° ø. l., frøs Gauss inde i pakisen for først at komme løs efter et års forløb den 8. februar 1903. Skibet var kommet til at ligge omtrent 90 km fra nærmeste land i en aldeles åben bugt, Posadowsky Bugten, hvor dybde- og isforholdene dog var af den natur, at skibet lå fast således, at det videnskabelige arbejde inklusive de magnetiske observationer fuldt kunne udføres programmæssigt. Overvintringsstedet lå dog uden for det egentlige arktiske område. Der foretoges, trods skibets farlige beliggenhed og yderst voldsomme snestorme, jævnligt slæderejser af indtil fire ugers varighed, i alt 7 sådanne til det nyopdagede land, som omkransedes af en 30–40 m høj ismur, et sidestykke til Ross-Barrieren. Op af ismassen hævede sig til en højde af 366 m en isfri, nu udslukt vulkan af sortbrun basalt-lava, "Gauss-Fjeldet" (67° s. br.). Fra fjeldets top og fra en fortøjet ballon i 500 m’s højde var ikke andet at se end ét eneste uendeligt hav af indlandsis, jævnt stigende. Gauss-Bjergets top var det eneste isfrie punkt, man øjnede. I nordvest sås et højt, måske delvis isfrit fjeldlandskab, muligvis identisk med Wilkes’ Termination Land.
Der blev kun gjort landgang dette ene sted på kysten, og slæderejser på isen blev ikke foretaget. Den tyske ekspeditions største betydning kom ikke til at ligge på det geografiske område, men beroede på de nøjagtige videnskabelige undersøgelser på geofysikkens og den fysiske geografis område. Valdivia-ekspeditionen havde loddet meget store dybder (4.634 m, 4.647 m) nær ved Enderby og Kemp Land, hvilket havde bragt tvivl om disse kystlinjers kontinentale karakter. Nu fandt Gauss-ekspeditionen lignende store dybder (2.890 m, 3.292 m) ud for Kejser Wilhelm II’s Land, hvis kontinentalitet af andre grunde var sikker nok. Det gjordes derved sandsynligt, at det antarktiske fastland på en strækning af 50 længdegrader (fra ca. 50° til ca. 100° ø. l.) ender med en brudrand. som falder stejlt af til store havdybder. Den 8. februar 1903 slap Gauss fri af isen, og drev nord over. Da det var umuligt at finde et nyt overvintringssted i den drivende is, fortsatte man nordpå.
Den 3. maj kom ekspeditionen, efter fortsatte undersøgelser i det indiske ocean, til Durban, der efter gjordes et ophold i Capetown, hvorfra hjemrejsen tiltrådtes, efter at en anmodning om ekspeditionens forlængelse til fortsatte undersøgelser i de antarktiske egne var blevet afslået. Forinden Gauss’ ankomst til Durban havde man i Tyskland foretaget skridt til afsendelsen af en hjælpeekspedition. Den 24. november 1903 ankom Gauss til Elben. Straks efter hjemkomsten blev det udmærkede skib solgt til Canada. Det var derfor på et indkøbt, norsk fangstskib, at den anden tyske sydpolfærd under løjtnant Filchner senere måtte afsejle i sommeren 1911.

### Den svenskeAntarctic-ekspedition
Den svenske ekspedition var med stor energi bragt i stand af dr. Otto Nordenskjöld ved støtte af private og forskellige institutioner.
Ekspeditionen afsejlede den 16. oktober 1901 fra Göteborg på det fra Nathorst’s og Amdrups Nordpolarrejser vel kendte Antarctic, et oprindeligt norsk fangstskib, som førtes af den tidligere omtalte norske ishavsfarer, kaptajn Carl Anton Larsen. Under et kort ophold i Buenos Aires kom den argentinske underløjtnant i marinen Sobral om bord for at deltage i ekspeditionen. Den argentinske regering, der på Staaten-Øen havde oprettet en station, som skulle samvirke med de antarktiske ekspeditioner, interesserede sig levende for ekspeditionen og støttede denne med kul og proviant.
Den 20. december afsejlede Antarctic med 29 mand om bord fra Buenos Aires og nåede nytårsdag 1902 Falklandsøerne, hvor der blev købt en del hunde for at supplere de under nedrejsen ved sygdom og varme for størstedelen omkomne grønlandshunde. Efter et besøg på Staaten-Øen fortsattes rejsen sydpå, og den 10. januar fik man Sydshetlandsøerne i sigte; der foretoges dernæst landgang og undersøgelser længere syd på langs den delvis ukendte vestside af Vest Antarktis. Ekspeditionen påvist, at Gerlache-Kanalen var en fortsættelse af Dumont d’Urville’s Orléans-Kanal, og overhovedet kunne det konstateres, at Louis-Philippe Land og Danco Land var en fortsættelse af Biscoes Graham Land. For første gang passeredes Antarctic-Sundet, mellem Louis-Philippe Land og Joinville-Øen.
Isforholdene blev efterhånden så vanskelige, at man måtte opgive at følge vestkysten og den 19. januar vende om på omtrent 66° S og 60° V. Man ville nu forsøge at følge østsiden og herefter trænge ned i Weddellshavet. Isforholdene var ugunstige, og derfor landsattes midt i februar i hast et overvintringsparti bestående af Nordenskjöld, Sobral og fire andre på Snow Hill Island ved østsiden af landet (64° 22′ S og 57° V). Efter to dages ihærdigt arbejde med at lande stationsmateriellet måtte Antarctic på grund af isen forlade stedet, og kaptajn Larsen førte det ud af polaregnene og tilbragte vintertiden (det vil sige sommeren 1902) ved Falklandsøerne, Sydgeorgien og Ildlandet, hvor der var nok at gøre for skibets stab af naturforskere.
Under ledelse af docent, dr. Gunnar Andersson, der var stødt til skibsekspeditionen, gik skibet atter, i november 1902, syd over, foretog først et stort kortlægningsarbejde på vestsiden af Graham Land, gik derpå over på østsiden for at afhente overvintringspartiet, men standsedes her overalt af isen. For dog på en eller anden måde at nå overvintringspartiets vinterstation landsattes Gunnar Andersson, løjtnant Duse og matros Grunden i "Håbets Vig" på nordsiden af fastlandet, og de forsøgte med slæde at nå derned fra landsiden. Samtidig med, at de af helt vanddækket drivis i et af sundene i ø-komplekset tæt ved vinterstationen blev nødsaget til at vende tilbage til det i "Håbets Vig" nedlagte depot, kom Antarctic under sine energiske forsøg på fra havsiden at nå stationen i besæt i isen, blev skruet i stykker og sank, den 12. februar 1903, nogle mil fra Snow Hill Island. Med besvær lykkedes det besætningen over drivisen at nå den noget nordligere liggende Poulet-Ø. På grund af de exceptionelt uheldige isforhold var ekspeditionen altså nu bleven delt i tre grupper, som ikke kunne hjælpe hinanden, ikke vidste noget om hinandens skæbne, ikke ejede noget middel til atter at forlade polarlandet og ikke havde tilstrækkelig proviant for den kommende vinter. At alt gik godt, skyldtes kun den omstændighed, at jagt på sæler og pingviner skaffede det fornødne tillæg af brændsel og føde både i den lille tremandshytte i "Håbets Vig", i den store tyvemandshytte på Poulet-Øen og i det fasttømrede vinterhus på Snow Hill Islad.
Så snart foråret (det vil sige efteråret 1903 på den nordlige halvkugle) begyndte, brød tremandspartiet op og søgte ned til vinterstationen, man traf undervejs Nordenskjöld og Bodman, der var ude på slædetur — den anden større slædetur, som overvintringspartiet havde foretaget. Kort efter kom også kaptajn Larsen med flere i båd fra Poulet-Øen til stationen, og samme dag, den 8. november 1903, nåede officererne fra en argentinsk undsætningsekspedition på Uruguay, kaptajn Irizar, dertil. Også en svensk undsætningsekspedition under kaptajn Gyldén var afsendt, men den argentinske kom den i forkøbet. Uden større vanskeligheder (1903—04 var i modsætning til 1902—03 et godt isår) bragtes nu samtlige deltagere på nær en ung norsk matros, der var død på Poulet-Øen, velbeholdne til Buenos Aires.
Den svenske ekspedition kom hjem med ganske gode resultater, men — som Nordenskjöld selv med nøgternhed og beskedenhed indrømmede i den bog, han skrev om ekspeditionen — den kom noget forhastet af sted, var på grund af pengemangel middelmådig forberedt, og Antarctic var ikke et skib som Fram og Gauss, bygget kun til polarfart. Slædeekspeditionerne fik ikke den forønskede udstrækning og tålte ingen sammenligning med, hvad der er præsteret i nordpolarregionerne. Endelig kuldkastede Antarctics forlis hele programmet.
Skønt store samlinger gik tabt ved forliset, var det hjembragte materiale betydeligt og særdeles værdifuldt. Gunnar Andersson medførte således højst værdifulde forsteninger fra "Håbets Vig", hvilke i betydning overgik, hvad Nordenskjöld fandt på Seymour-Øen. De meteorologiske observationer fra vinterstationen var af stor betydning. En del kortlægninger af Vest Antarktis og den mægtige brede isterrasse, som Nordenskjöld fandt ud for Kong Oscars Land, var en betydelig geografisk opdagelse; den gav, mente man, forklaringen på de flade isbjerge i sydhavet. Man indhøstede derved erfaringer, som blev af betydning for kommende ekspeditioner. Overførelsen af slædehunde fra Grønland til sydpolaregnene viste sig vanskelig, og falklandshunde duede ikke til slædetrækning, især ikke sammen med de glubske grønlandshunde. Man fik at vide, at sæler og pingviner næsten overalt ved Vest Antarktis kyster kunne yde rigelig og brugelig føde og brændsel. Man lærte, at isforhold og klima var så vekslende, at man for at opnå gode resultater måtte ligge på lur, år for år, for at kunne gribe chancen. De pludselige og heftige storme i forbindelse med stærk kulde og snefog viste, at slædeekspeditioner havde langt hårdere vilkår end i nordpolarlandene.

### Scotia-ekspeditionen
Den skotske ekspedition, der kom et år senere af sted end den engelske, tyske og svenske, blev ledet af naturforskeren William Bruce, som tidligere om bord i et skotsk fangstskib havde besøgt de antarktiske egne. Ekspeditionsskibet, Scotia, kaptajn Robertson, var et tidligere norsk fangstskib; fire videnskabsmænd, foruden lederen, befandt sig om bord.
Ekspeditionen var mest beregnet på oceanografiske undersøgelser, men den skulle tillige gøre fremstød i sydpolarhavet. Den 8. november 1902 afsejlede den fra Kingstown, og den 26. januar 1903 fra Falklandsøerne. Sydorkneyøerne anløbes. Det var nu hensigten at gøre fremstød i Weddellshavet; Polarkredsen passeredes den 18. februar, på 70° 25′ S og 17° V måtte man dog vende om, og den 21. marts 1903 ankom man til Sydorkneyøerne, hvor skibet frøs inde i 8 måneder, og en videnskabelig station oprettedes på Laurie-Øen. Til trods for øernes forholdsvis lave bredde (ca. 60° s. br.) tilhører de det sydatlantiske kuldestrøg, som viste sig stærkt udpræget ved den svenske ekspeditions vinterkvarter 3 1/2° sydligere. Isen brød op i slutningen af november, hvorpå skibet, efterladende stationsbesætning, sejlede til Buenos Aires.
På den anden rejse syd på afsejlede fra Port Stanley på Falklandsøerne den 9. februar 1904. Efter besøg ved stationen på Sydorkneyøerne, hvor videnskabsmænd blev efterladt, sejlede Scotia syd på, mødte pakisen under 66° br. Den 3. marts nåede man på 72° 25′ br. og 18° v. l. en gletsjer, der fulgtes i fire dage til 74° br. og 24° v. l. Her opdagedes land, der kaldtes Coats Land, efter to mænd, der havde støttet ekspeditionen. Dette land antoges at være en del af det antarktiske kontinent. Det lykkedes ikke at gå i land. Skibet sat fast i isen og blev udsat for isskuringer og blev først frigjort den 14. marts. Den 5. maj ankom ekspeditionen til Capetown efter at have foretaget landgang på Gough-Øen. Også denne ekspedition mødte velvilje hos den argentinske regering, og ved dens afrejse overtog argentinske meteorologer stationen på Laurie-Øen. Scotia vendte tilbage til Clyden den 21. juli 1904.
Den skotske ekspeditions hovedbetydning kom til at ligge i dens oceanografiske undersøgelser i et før næsten ukendt havstrøg, men Scotia var også med hensyn til oceanografisk udstyr bedre rustet end noget tidligere antarktisk ekspeditionsskib. Intet skib havde hidtil hjembragt et rigere oceanografisk og biologisk materiale fra antarktiske havdybder. Det viste sig, at Weddellhavet, i modsætning til det forholdsvis grundede Rosshavet (700 m), var et hav med jævne dybder af 4.000—5.000 m. Fra ca. 72° s. br. aftog dybden raskt syd over til 285 m. Denne omstændighed i forbindelse med isens beskaffenhed, det rige fugleliv og bundprøverne gav tydelige tegn på lands nærhed. Den 6. marts 1904 sås også på omkring 2 sømils afstand en mægtig isvæg, og inden for den isdækkede højder — en nyopdaget kystrand af det antarktiske fastland.

### Charcots første ekspedition
Også en fransk ekspedition under dr. Charcot kom til at danne et led i det internationale antarktiske arbejde i disse årtier. Den afsejlede vel senere end de fire andre ekspeditioner, men den arbejdede efter et lignende program som disse. Det blev Frankrigs bidrag til disse undersøgelser. Dr. Charcot havde selv pekuniært støttet ekspeditionen og ladet det skib, Le Français, som skulle benyttes, bygge. Den 23. august 1903 afsejlede skibet fra Le Havre med en videnskabelig stab om bord. Målet var at fortsætte og fuldstændiggøre de af de Gerlache gjorte opdagelser. Efter blandt andet at have anløbet Buenos Aires sattes kursen i slutningen af januar 1904 syd på fra den argentinske station Uschuya på Ildlandet, og få dage efter fik man øerne nord for Gerlache-Kanalen i sigte, anstillede undersøgelser her, fortsatte rejsen i sydvestlig retning, og efter en kamp med isen måtte der søges vinterkvarter i en lille bugt ved Wandel-Øen, hvor man i land opførte bygninger til fremme af videnskabelige iagttagelser, og herfra foretoges nu slædeekspeditioner. I slutningen af december kunne rejsen, da isen brød op, fortsættes, og efter at have overskredet polarkredsen fik man Alexander I’s Land i sigte, men de overordentlig ugunstige isforhold gjorde det umuligt at nå dette, endnu ubesøgte polarland. Man måtte vende om, og det lykkedes derefter at konstatere forbindelsen mellem Graham Land og Alexander I’s Land, og den nyopdagede kystrand blev kaldet Loubet Land. Men midt i januar stødte Le Français på et skær og sprang læk. Det lykkedes at udbedre skaden nogenlunde, og efter fortsatte undersøgelser forlod man midt i februar 1905 polaregnene. Den 4. marts ankom skibet til Patagonien, hvorfra man gik til Buenos Aires. Her købte den argentinske regering skibet, og i juni ankom dr. Charcot og hans rejsefæller til Frankrig. Ekspeditionen hjembragte et værdifuldt geofysisk og meteorologisk observationsmateriale og rige naturhistoriske samlinger.

### Et billede begynder at tegne sig
De 5 ekspeditioners anstrengelser havde bragt det resultat, at der omkring Sydpolen bredte sig et stort land, Antarktis eller Antarktika, der åbenbart bestod af to grupper, Øst Antarktis og Vest Antarktis.
Efter de store anstrengelser, der var gjorte, fulgte en foreløbig, men kortvarig stilstandsperiode. Mange fandt, at de opnåede resultater ikke svarede ret til de umådelige personlige og økonomiske ofre. Kun én stat fortsatte forskningen; det var Argentina, som uden at deltage direkte i den internationale Antarktis-forskning dog havde vist denne stor interesse og støttet den ved undsætningsekspeditioner. Nu overtog dette land ikke blot den skotske station på Syd-Orkney-Øerne, men oprettede senere to stationer, en på Sydgeorgien og en ved Gerlache Strædets sydlige udmunding på 65° s. br. Det varede nu ikke længe, før der fra forskellig side hævede sig røster for sydpolforskningens fortsættelse.

### Nimrod-ekspeditionen
I England nåede man frem til, at det tilkom dette land at føre Scotts undersøgelser videre; man betragtede det som en national forpligtelse, og folk som den berømte polarfarer sir Clements Markham agiterede ihærdigt i den retning. Således kom den anden engelske sydpolfærd i stand (1907—1909). Dens hovedopgave var, det erkendtes åbent, at nå de to sydpoler, både den geografiske og den magnetiske, dernæst at udforske Kong Edward VII’s Land og endelig selvfølgelig videnskabelige observationer.
Til leder blev udset Ernest Shackleton, der havde deltaget i Scotts ekspedition 1901—1904. Ved private midler sattes ekspeditionen i scene, men da den kom hjem med glimrende resultater, støttede staten den med 20.000 £. Efter, at man havde søgt råd hos blandt andre Fridtjof Nansen, blev ekspeditionen udrustet: der købtes et ældre engelsk skib, Nimrod, og den 30. juli 1907 afsejlede den anden engelske sydpolfærd i dette århundrede fra Themsen. Fra Port Lyttleton i New Zealand bugseredes Nimrod syd på for at spare på dets kul. Der medbragtes ikke blot 10 ponyer fra Manchuriet, men også motorslæde og automobil, foruden nogle slædehunde.
Det lykkedes ikke, som påtænkt, at landsætte ekspeditionen på Kong Edward VII’s Land, ligesom en påtænkt overvintring ved Ross-Barrieren også måtte opgives. Shackleton gik da i vinterkvarter ved Kap Royds i McMurdosundet lidt nord for Scott’s vinterkvarter, og Nimrod sejlede den 22. februar 1908 tilbage til New Zealand.
I marts måned foretog nu 6 af ekspeditionens medlemmer fra vinterstationen en bestigning af den nærliggende virksomme vulkan Mount Erebus, som viste sig at have to kratere, et udslukt i en højde af ca. 3.300 m og et virksomt i toppen (4.077 m). Det var 240 m dybt med et tværsnit af ca. 800 m. Krateret udsendte vældige masser af vanddampe og svovlgas til en højde af over 600 m. I geologisk henseende gav denne bestigning et meget værdifuldt udbytte. Slæderejserne stod nu for. Efter en rekognoscering på Rossbarrieren, hvor motorslæden viste sig uheldig, men automobilet gjorde mere nytte, tiltrådte Shackleton, med 3 ledsagere, den 29. oktober 1908 sin store slæderejse mod sydpolen. 4 slæder blev trukne hver af sin pony.
Rejsen gik først på den store isbarriere ved foden af Victoria Lands østlige randbjerge, og den 26. november passeredes 82° 17′ br., den hidtil højeste nåede bredde. Da kystbjergenes retning, som hidtil havde været sydøstlig, efterhånden bøjede østligere, måtte man nu op over en, som det viste sig, 200 km lang gletsjer, der kom ned gennem en 60–70 km bred port, og som utvivlsomt var jordens største kendte bræ. Shackleton kaldte den Beardmore-Bræen. Den styrtede sig fra en højde af ca. 2.000 m ned på indlandsisen som en frossen fos. De 750 km, som man hidtil havde passeret i 37 dage på den flade is, havde vel på grund af revner og sne været trælsomme at komme over, og ponyerne, som efterhånden døde — den sidste på gletsjeren — havde haft en hård tur, men nu begyndte strabadserne for de 4 mænd for alvor: opad og fremad skulle man, men det gik langsomt. Sprækker og spalter var til hinder for fremgang, men energien var vidunderlig.
Efter 17 dages utrolige anstrengelser var bræen passeret. Juleaften befandt man sig på 85° 55′ S og nytårsdag en grad sydligere i en højde af omtrent 3.000 m med proviant til kun tre uger, nedsatte rationer. Der rasede voldsomme sydlige storme. De rejsende blev mere og mere udmattede af kulden, de nedsatte rationer og det hårde arbejde med at trække slæderne, og den 9. januar 1909, 72 dage efter at rejsen var tiltrådt, hejstes den silke-"Union Jack", som Dronning Alexandra havde skænket ekspeditionen, på 88° 23′ br. og 162° ø. l., kun 1° 37′ eller 180 km fra sydpolen. Hjemrejsen tiltrådtes med kun 1 slæde og begunstigedes af sydstorme, som man altså havde i ryggen. Ponyernes kød var efterladt i depoter, men nydelsen deraf gav dysenteri, og man led hunger, men man måtte skynde sig, da Nimrod ventedes, og man let kunne risikere en anden overvintring, hvis skibet skulle vente for længe. Den 28. januar nåede man isbarrièren, og endelig den 4. marts kom alle ved opbyden af deres yderste kræfter om bord i Nimrod efter, at have døjet uhørte strabadser og legemlige lidelser (skørbug og dysenteri og som følge af knap kost). 2.780 km var tilbagelagt på 126 dage.
Shackleton har selv åbent erkendt, at det ikke var videnskabelige interesser, der havde drevet ham ud på ekspedition — han var overhovedet ikke videnskabsmand. Hans mål havde været det mere sportslige, at nå sydpolen. Men han havde været ledsaget af videnskabsmænd på sin ekspedition, og de havde hjembragt betydningsfulde resultater. Otte bjergkæder med over 100 toppe og en række bræer var bleven opdagede og kortlagte. Dertil var der uafbrudt foretaget meteorologiske observationer, der var gjort geologiske indsamlinger, som viste, at den antarktiske højslette havde sin oprindelse i jordens urtid, og med senere lag af sandsten, gennembrudt af eruptiver. Under 85° Br. var iagttaget en kulformation som bevis for et mildere antarktisk klima i en tidligere jordperiode. Der konstateredes endelig en tilbagegang i bræernes udbredelse.
Omtrent samtidig med Shackletons store slæderejse havde der fundet en kortvarig slædeekspedition sted med det mål at nå den magnetiske sydpol, under professor David, ledsaget af Douglas Mawson og A. Mackay; der medtoges to tungt læssede slæder, som deltagerne selv trak. På havisen langs Victoria Landets østkyst gik man nord på, landede nær ved Drygalski Bræen, og efter en vanskelig opstigning nåedes et 2.300 m højt plateau, hvor man, den 16. januar 1909, bestemte den magnetiske sydpols beliggenhed til 72° 25′ s. br. og 155° 15′ ø. l. Det viste sig, at den ikke længere, som på Rosss tid, flyttede sig øst på, men at den lige som den magnetiske nordpol bevægede sig i nordvestlig retning. Den 3. februar 1909 ankom de 3 mænd, efter 122 dages rejse, til kysten, hvor de havde forladt den, og den følgende dag var de så heldige at blive optagne af Nimrod. Imidlertid var de forskellige videnskabelige iagttagelser uden afbrydelse blevet foretaget på vinterstationen. Fund af ferskvandsfauna i småsøer nær vinterstationen var af særlig biologisk interesse, da de viste arter og former, som delvis var identiske med de på Spitsbergen og Frants Josef’s Land fundne. På forskellige andre mere eller mindre farefulde slæderejser var der desuden gjort værdifulde iagttagelser.
Da Shackleton og hans 3 ledsagere den 4. marts 1909 var kommet tilbage fra deres lange slæderejse syd på, befandt samtlige ekspeditionens medlemmer sig om bord, og alle samlinger og alt materiel fra vinterstationen ligeledes. Da årstiden var langt fremskreden, og der begyndte at danne sig havis, sattes kursen nord på. Den 22. marts ankom Nimrod til New Zealand, hvorfra den gik hjem. Med enestående indsats af næsten overmenneskelige anstrengelser var der på ekspeditionen opnået store resultater — dog havde man ikke endnu løst spørgsmålet om Kong Edward VII Lands geografiske forhold. I hjemlandet modtoges ekspeditionen med stor hæder.

### Charcots anden ekspedition
En ny fransk ekspedition under dr. Charcot afrejste den 15. august 1908 til Vest Antarktis for at fortsætte undersøgelserne i hans tidligere forskningsfelt fra 1903—1905. Formålet var derimod ikke at nå polen. En stab af videnskabsmænd og fagmænd ledsagede ekspeditionen, som til ekspeditionsskib havde det til polarfart byggede skib Pourquoi pas?. Fra mange sider var ekspeditionen bleven støttet, således af det franske marineministerium, fyrsten af Monaco, regeringerne i Brasilien og Argentina samt Chile (med kul med. mere) foruden af institutioner og private folk. Dr. Charcot ville undersøge kysten mellem Graham Land og Alexander I’s Land og søge så langt vest på som muligt i retning af Kong Edward VII’s Land. Efter at have foretaget en del observationer på Syd-Shetland-Øerne sattes kursen syd over langs Graham Lands vestkyst, hvor Charcot fortsatte sine tidligere kortlægninger. Et arkipel af øer lå uden for det af ekspeditionslederen tidligere opdagede Loubet Land, og iblandt disse fandtes den af Biscoe i 1832 opdagede Adelaide Ø, som viste sig betydelig større (130 km lang og c. 15 km bred) end antaget. Længere syd på opdagedes en stor bugt, Marguerite Bugten og inden for denne en ny kyst, som fortsatte Loubet Land, og som blev kaldet Faillère’s Land. Endelig nåedes Alexander I’s Land, som viste sig at være en stor ø uden for Faillère’s Land. Til trods for, at man måtte kæmpe med svær pakis, formåede man dog denne første sommer at kortlægge en 200 km lang kystlinje. Efter forgæves at have søgt overvintringssted i Marguerite Bugten gik Pourquoi pas? i begyndelsen af februar tilbage til Graham Land, hvor man overvintrede i 1909 på en lille ø i et bedre vinterkvarter end det forrige på Wandel Ø. En slæderejse, som var påtænkt over Graham Land til dennes østkyst, måtte desværre opgives på grund af ugunstige vejr- og sneforhold. Ved vinterhavnen oprettedes i land en station til videnskabelige undersøgelser. Herfra foretoges kortere udflugter. Efter en lang, stormfuld vinter forlodes overvintringsstedet, den 25. november, da isen begyndte at bryde op. To dage senere ankom ekspeditionen til Deception Øen, hvor man fyldte kul og petroleum og istandsatte skibet for et mindre havari, men det viste sig nødvendigt i fremtiden, så vidt muligt, at undgå issejlads. Efter undersøgelser i de nærmeste farvande fortsattes rejsen mod sydvest langs den landfaste is. Trods ugunstige isforhold lykkedes det dog Charcot at nå højere bredder end forrige sommer. Sydvest for Alexander I’s Land opdagedes et nyt land, Charcot Land, på c. 70° s. br. og 75° v. l. Derpå fortsattes videre vest over, 2—4° sydligere end Cook og Bellingshausen, og videre vest over end Belgica’s drift 1898, indtil 124° v. l. Man var således nået nærmere Kong Edward VII’s Land end nogen før ad denne vej. Afstanden dertil var omtrent 900 km, men man nødsagedes til at vende om på grund af kulmangel, sygdom og lækage. Når undtages den af Bellingshausen (1821) opdagede Peter I's Ø, som syntes at være en isoleret lille klippeø, var intet land at se. Men mange tegn tydede på lands nærhed. Havets dybdeforhold, konfigurationen af landisen og isbjergenes mængde vidnede herom, men vejret var for usigtbart. Meget syntes overhovedet at tale for, at der var kystforbindelse mellem Antarktis syd for Amerika og Kong Edward VII’s Land. Med værdifulde videnskabelige samlinger og observationer satte Charcot kursen nord over; den 12. februar 1910 nåede Pourquoi pas? Punta Arenas, og den 5. juni ankom ekspeditionen til Rouen, hvor den fik en begejstret modtagelse. Denne anden franske sydpolsfærd var især i geografisk henseende langt vigtigere end den første. Der var blandt andet bragt klarhed i det for Vest Antarktis karakteristiske virvar af øer, øgrupper og sunde, men heller ikke denne ekspedition fik endelig afgjort Graham Lands stilling, dets sammenhæng eller ikke-sammenhæng med det antarktiske fastland.

## Kapløbet til sydpolen
Især Shackletons sydpolfærd havde i langt højere grad end tidligere vakt interesse for forskning i Antarktis; de af ham vundne resultater æggede til ny dåd, og snart befandt hele 5 ekspeditioner sig i sydpolarlandene. Spændingen var stor, rundt i den verden, som interesserede sig for polarforskning og for sport — hvem ville nå sydpolen først?
Fra flere lande ville man nu udsende ekspeditioner til sydpolarlandene, i hvilken anledning man — for at opnå det bedst mulige resultat og for at undgå kollision — havde truffet aftaler mellem flere af lederne om forskningsområder og mål. En engelsk ekspedition under Scott, en tysk under Filchner og en skotsk under Bruce ville på denne måde dele arbejdet mellem sig. Hertil kom nu andre ekspeditioner, som pludselig dukkede op: en norsk under Roald Amundsen og en japansk under løjtnant Shirase. Dertil udsendtes en australsk ekspedition under Douglas Mawson, og sluttelig havde Peary og hans venner agiteret som ægte amerikanske rekordjægere for en amerikansk ekspedition til Antarktis. Også den nu så ilde ansete Cook agiterede stærkt for en ekspedition, men den lidet smigrende strid mellem Cook og Peary bevirkede, at interessen kølnedes, og følgen blev, at hverken den ene eller den anden af disse ekspeditioner kom af sted. Også den skotske ekspedition under Bruce gik i vasken af mangel på tilstrækkelige pengemidler. Men der var endda konkurrenter nok i kapløbet om udforskningen af Antarktis og i kapløbet om Sydpolen.
Den engelske regering støttede en ekspedition, som blev bragt i stand af kaptajn Robert Falcon Scott, som jo i 1902 havde nået 80° 17′ bredde, ledsaget blandt andre af Shackleton. Et ældre skotsk hvalfangerskib, "Terra Nova", blev ekspeditionsskib, og det medførte en stab af videnskabelige arbejdere og var glimrende udrustet. Ekspeditionen afgik i begyndelsen af 1910 fra Themsen og nåede via Capetown til New Zealand, som forlodes den 29. november. Det var Scotts mål at oprette en hovedovervintringsstation på en snes mand ved bredderne af Ross Havet, herfra ville han søge at nå Sydpolen. En anden overvintringsstation agtedes oprettet på Kong Edward VII’s Land, som hidtil ikke var blevet undersøgt. Forinden afrejsen fra New Zeeland modtog Scott, til sin overraskelse, et telegram, som meldte en ny konkurrent i kampen om Sydpolen — Roald Amundsen. Med denne oplysning sejlede Scott syd over og mødte i Ross Havet voldsomme storme og vanskelig pakis, som skibet brugte 21 dage til at trænge igennem. Scott valgte plads for vinterkvarter ved Kap Evans i McMurdosundet mellem Scotts første og Shackletons vinterkvarter. Snarest mulig drog Scott ud på en to måneders slæderejse mod syd, mens "Terra Nova" under løjtnant Pennell afgik mod øst langs isbarrièren og landede den 4. februar 1911 inderst i Ross Havet mod vest i Whale Bay (164° v. L.), som siden 1902 gik i et med Ballonbugten som følge af en forandring i isbarrieren. Her fandt man til gensidig overraskelse "Fram" med Roald Amundsen’s ekspedition, som netop havde opslået sit vinterkvarter på selve isbarrieren 2 1/2 km fra dennes yderkant. Da man på "Terra Nova" fik det indtryk, at Amundsen også havde bestemt sig til at udforske Kong Edward VII’s Land, blev "Østpartiet" ikke landsat her, som bestemmelsen var, men det blev om bord i "Terra Nova" for af dette skib at blive landsat ved Kap Adare, hvor det da skulle overvintre. Da dette var sket, sejlede "Terra Nova" til New Zealand.

### Fram-ekspeditionen
Roald Amundsen havde som polarfarer rig erfaring. Nu var det lykkedes ham at starte en ny polarekspedition. Da han den 10. august 1910 med denne forlod Norge om bord i det berømte "Fram", var hans mål, officielt, det nordlige polarhav, idet han fra Alaska-området ville følge med polarstrømmen og glide, måske i 4—5 år, gennem polhavet, lige som Nansen i sin tid havde gjort, og selv om Nordpolen ikke var hans mål, så var dog ingen i tvivl om, at kunne han se lejlighed dertil, ville han forsøge at nå dette punkt. Han agtede nu først at sejle rundt om Sydamerika til Beringstrædet og derfra videre ind i Ishavet. Men allerede forinden afrejsen fra Norge havde Amundsen opgivet denne plan, eller rettere sagt: udsat dens udførelse. Der var nemlig hændt det, at der var kommet efterretning om, at Cook og Peary påstod, at de hver for sig havde nået Nordpolen. Interessen for nordpolarforskning var derved dalet — den var forinden ikke særlig stor i Norge, og bidragene til "Fram"s ekspedition flød sparsomt, hvorfor udrustningen af ekspeditionen næppe var den allerbedste. Amundsen besluttede nu at vende sig mod sydpolarlandene, men han var foreløbig den eneste, som vidste det. Først på Madeira, just som skibet skulle sejle videre den 9. september, meddelte han ekspeditionsmedlemmerne og besætningen sin ændrede plan, som blev modtaget med begejstring. Blandt de mænd, som deltog i "Fram"-ekspeditionen, var, foruden lederen, marineløjtnant Præstrud og kaptajn Hjalmar Johansen, Nansens bekendte ledsager i nordpolarhavet. Amundsen håbede, at stemningen ville vende sig, nu han havde fået et nyt mål, således, at der ville flyde penge til ekspeditionen, som manglede 150.000 Kr. Kursen sattes rundt Kap Horn, og i december 1911 afgik "Fram" fra Punta Arenas og stævnede mod Ross Havet; herfra skulle nu nordmændene foretage et fremstød mod sydpolen — samtidig med, at Scott forsøgte sig mod det samme mål. I Whale Bay mødtes altså de to ekspeditioner, og efter at Amundsen på isen havde indrettet sig et vinterkvarter (på 78° 40′ S og 164° V), hvorfra fremstødet skulle finde sted, afrejste Fram til Sydamerika. Mens Scott på sin rejse mod Sydpolen ville benytte ponyer, holdt Amundsen sig til den gamle metode med slædehunde. De to ekspeditioners udgangspunkter lå 650 km fra hinanden på hver side af Rosshavet, men Scotts var 136 km fjernere fra sydpolen end Amundsens.
Forinden Amundsen tiltrådte selve rejsen mod polen, blev der udlagt depoter med forråd blandt andet af sælhundekød frem ad den rute, han ville gå, i februar 1911. Fra hovedkvarteret ved Hvalbugten, hvilket han kaldte "Framheim", måtte slædefærden gå over Rossbarrieren, som for størstedelen flød på vandet og var jævn og egnet for slædefart. Det viste sig, at Amundsens rejse på denne isvej kunne fortsættes længere ned mod sydpolen end på den rute, som Shackleton havde benyttet, og som nu Scott ville følge, hvilket var en stor fordel for Amundsen. Hertil kom så, at afstanden til Sydpolen fra "Framheim" var kortere end fra McMurdosundet. Rossbarrieren begrænses mod vest og syd og videre i østlig retning af det antarktiske plateaus store, stejle fjeld med højder på op mod 4.700 m. Over dette bjerg måtte vejen til Sydpolen gå, men mens Ernest Shackleton, og nu Scott, allerede på 83 1/2° S stødte på bjergranden, kunne Amundsen gå på den jævne barriere lige til 85° S, forinden han måtte op over bjergene. Mens Scott brugte 49 dage til at nå 85° S, brugte Amundsen kun 27 dage dertil.
Solen forsvandt den 22. april og kom ikke tilbage før 4 måneder senere. Vinteren benyttedes til observationer og forberedelser til polrejsen. I september måned foretoges et første fremstød, men man måtte vende om, og først den 20. oktober 1911 afrejste Amundsen, Helmer Hanssen, Oscar Wisting, Sverre Hassel og Olav Bjaaland sydpå med 4 slæder, 52 hunde og proviant for 4 måneder. For hver breddegrad blev depoter udlagt. Den 17. november nåedes 85° S, og man steg op over landbarrieren, hvor et hoveddepot blev lagt. Rejsen fortsattes med proviant for 60 dage. Bjergene, som Amundsen kaldte Dronning Maud’s Bjerge, hævede sig til 4.500 m. Efter 20 dages møjsommelig færd over store, med spalter opfyldte gletsjere (18. november—6. december) nåedes 87° 40′ S og den største højde på 3.225 m. Bjergsystemerne syntes at danne et par kæder, af hvilke den ene var randen af Victoria Land og den anden forgrenede sig mellem Alexandra Kæden og Dronning Mauds Bjerge. Fra 80° S byggede man varder af sne til vejledning på hjemrejsen.
Efter at man var nået op på den store højslette, blev 24 hunde slået ned, og man beholdt 28 eller 7 til hver slæde. Fra 87° 40′ S sænkede det ensformige plateau sig mod syd i retning af polen, der nåedes den 14. december 1911, 10 dage før beregnet. Her blev rejst et lille telt i 3.200 m højde, og man hejste det norske flag og "Fram"s Vimpel her på "Polheim". I 4 dage opholdt man sig her og i omegnen, tog en række astronomiske stedsbestemmelser, lige som terrænet i en omkreds af 8 km omkring polen blev udforsket. Landområdet, der dækkedes af is, blev kaldt: "Kong Haakon den 7des Land". Afstanden fra "Framheim" til polen var omtrent 1.400 km. Den var blevet tilbagelagt med en gennemsnitsfart af 25 km i døgnet. Tilbagerejsen begyndte den 17. december. Vejret var gunstigt, og det gik betydelig lettere end på udrejsen. Der tilbagelagdes gennemsnitlig 36 km pr. dag, og den 25. januar 1912 nåede ekspeditionen med 2 slæder og 11 hunde atter "Framheim" i god behold. På rejsen var ÷ 31 °C den højeste kuldegrad, man havde haft. Slædefærden havde givet et glimrende resultat.
Ekspeditionen til Kong Edward VII’s Land under ledelse af løjtnant Kristian Prestrud fik også et meget godt resultat. Scotts opdagelser blev bekræftede, og opmålingen af Hvalbugten og barrieren, som blev udført af denne afdeling, var af stor interesse. En god geologisk samling fra Kong Edward’s Land og Victoria Land blev tilvejebragt. "Fram" var ankommet til Hvalbugten den 9. januar, og den 16. januar ankom en japansk ekspedition sammesteds og landede på barrieren nær ved nordmændenes vinterkvarter. Den 30. januar 1912 forlod Fram med ekspeditionen Hvalbugten og ankom den 7. marts til Hobart på Tasmanien, hvorfra den afgik med hele ekspeditionen til Buenos Aires den 20. marts.

### Terra Nova-ekspeditionen
Robert F. Scotts ekspedition bestod af 30 mand med marineløjtnant Evans som næstkommanderende. Ernest Shackleton havde, som tidligere anført, anvendt manchuriske, hårdføre heste på sin ekspedition, og Scott ville også benytte sådanne. Ekspeditionen havde foruden heste tillige hunde- og motorslæder, ja endog en flyvemaskine samt telefoner med og slæbetov af aluminium for gennem dem at kunne stå i forbindelse. Den var, kort sagt, fortrinligt udrustet. Dertil deltog en mængde engelske videnskabsmænd. Zoologen dr. Wilson var chef for den videnskabelige afdeling. I vinterkvarteret ved Kap Evans rejstes et medbragt hus til ekspeditionsmedlemmerne, og der indrettedes staldrum til 15 heste, lige som 30 hunde fik plads der. "Terra Nova" (Løjtnant Pennal) ankom, efter at have landsat det oprindelige "Østparti", der nu blev et "Nordparti", på Kap Adare, den 27. marts 1911 til Lyttleton på New Zealand, hvorfra skibet igen den 7. oktober 1911 afsejlede for at afhente Scotts ekspedition. Skibet blev længe borte, og imidlertid kom efterretningen om Amundsens lykkelige sydpolsfærd, hvilket yderligere øgede spændingen for, hvad der var blevet af Scott.
Endelig i begyndelsen af april måned 1912 vendte "Terra Nova" tilbage til New Zealand, dog uden at Scott og hans mænd var med. De var i slutningen af november 1911 afrejste på slæderejsen mod sydpolen, men ikke vendte tilbage til Kap Evans, da skibet forlod dette sted. Kun det vidste man gennem de hjemvendte slædehold, som havde fulgt på vej, at deltagerne i slædefærden havde været udsat for meget store strabadser, snestorme og kulde. Flere af ponyerne var bukket under, og man havde lidt af skørbug. Som det siden viste sig, havde "Sydpartiet" udrettet følgende:
Fremstødet mod Sydpolen fandt sted i tre afdelinger, hver på 4 mand, hvilke fulgte efter hverandre. Heste, hunde og motorslæder var trådt i virksomhed, og man benyttede de udlagte depoter. Motorvognene måtte dog efterhånden gå ud af spillet og vende tilbage til Kap Evans. Et par af hestene måtte ofres til føde for hundene. Hyppige og voldsomme snestorme og stor kulde hæmmede fremmarchen og forårsagede ophold, men det gik fremad om end langsomt: flere og flere af deltagerne blev sendt tilbage — hold efter hold. Den 3. januar 1912 havde Scott nået 87° 22′ s. br. i en højde af 3.300 m, efter at have marcheret 15 kvartmil i døgnet i de sidste dage. Herfra sendte han løjtnant Evans med 3 mand tilbage til overvintringsstedet og fortsatte med dr. Wilson, kaptajn Oates, løjtnant Bowers og underofficer Edgar Evans. Under hjemrejsen udstod løjtnant Evans' hold kolossale strabadser og var nær bukket under i snestorme. Fjorten dage efter at Evans havde forladt Scott og hans 4 fæller, nåede disse sydpolen den 18. januar 1912 — men da var Amundsen jo kommet dem i forkøbet for en måned siden, og det norske flag vajede på polen, hvor nu også "Union Jack" blev plantet. En beretning fra Amundsen var efterladt, så der var ingen tvivl om, at han var kommet Scott i forkøbet.
Da hverken "Sydpartiet" eller "Nordpartiet" inden rimelig tid var nået tilbage til Kap Evans, måtte man skride til en eftersøgning. Den 13. oktober 1912 drog en ny hjælpeekspedition ud fra Kap Evans for at opsøge "Sydpartiet", hvis stadige udeblivelse havde sat alle i den største uro. Hjælpeekspeditionen var delt i to afdelinger med proviant for tre måneder. Den 12. november fik den ene afdeling øje på et telt, i hvilket lå ligene af kaptajn Scott, dr. Wilson og løjtnant Bowers. På Scotts lig fandtes breve og en dagbog, der berettede om færden til sydpolen og tilbage samt om hans sidste tanker.
Stedet, hvor ligene fandtes, var en midlertidig lejrplads, kun 11 miles syd for et udlagt stort depot ("En Ton-Depot") og 155 miles fra Kap Evans. Det viste sig, at kaptajn Oates allerede var død den 17. marts, da han, der ikke kunne følge med og ikke ville hæmme sine kammeraters færd, var forsvundet i en snestorm sikkert for at søge døden. Underofficer Evans var på hjemvejen fra sydpolen død af hjernerystelse den 17. februar ved foden af Beardmore gletsjeren. Hans sygdom havde åbenbart foranlediget ekspeditionens undergang, da man ikke ville forlade ham. Men kræfterne var udtømte, og provianten slap op. Døden ventede på dem, og de vidste det. I Scotts dagbog hedder det:
"Årsagen til den katastrofe, der er overgået os, er ikke mangelfuld udrustning, men en fortsat række af uheld og farer, som vi ikke kunne slippe uden om". Vejret havde været frygteligt: "Vi måtte kæmpe hårdt mod alle de uforudsete vanskeligheder, der mødte os. Vi overvandt dem, men de stjal vore kræfter og formindskede vore forråd stærkt. — Jeg tror ikke, at menneskelige væsener nogen sinde har gennemgået så frygtelige lidelser, som vi udstod i denne forfærdelige måned. Til trods for vejret ville vi dog have klaret os, men da ramtes vi af nye uheld" (Oates’ og Evans’ sygdom). Han slutter således:
"Torsdag den 29. marts [1912]: Hver dag har vi været klar til at starte på rejsen til vores depot 11 miles herfra, men udenfor teltdøren er der stadig hvirvlende sne. Vi vil holde ud til slutningen, men vi bliver selvfølgelig svagere, og slutningen kan ikke være langt væk.
Det virker som en skam, men jeg tror ikke jeg kan skrive mere. R. SCOTT.
Sidste dagbogsnotat. For guds skyld sørg for vore efterladte". [Last entry. For God's sake look after our People.]
Foruden hovedekspeditionen til sydpolen udsendtes der, som antydet, fra vinterkvarteret ved Kap Evans forskellige ekspeditioner væsentligt i videnskabeligt øjemed, således: "Første Vesthold", der foretog navnlig geologiske undersøgelser af bræerne Koettlitz og Ferrar under geologen Griffith, fra 27. januar 1911. "Andet Vesthold", der fortsatte tidligere geologiske undersøgelser længere nord på til Granite Harbour (Kap Roberts) under Griffith fra 14. december 1912. Det udfriedes af "Terra Nova" den 15. februar 1912.
"Østholdet", der senere kaldtes "Nordholdet", lededes af marineløjtnant Campbell og blev, som vi har hørt, landsat ved Kap Adare. Her tilbragtes næsten et år med opmålinger og undersøgelser, og den 3. januar 1912 udfriedes holdet af "Terra Nova", som landsatte det længere mod syd ved foden af Mount Melbourne, hvor det måtte blive endnu en vinter under store savn og lidelser, da skibet ikke kunne komme ind og afhente det for is. I de første dage af oktober tiltrådte dette hold til fods tilbagerejsen til vinterkvarteret og nåede Kap Evans den 7. november 1912. "Terra Nova" havde således ikke blot ført ekspeditionen til sit bestemmelsessted, men gentagne gange på sine rejser ud af og ind i polarområdet gjort fortrinlig fyldest ved landsætning og afhentning af de forskellige hold, det havde i New Zealand hentet de mulæsler, som den indiske regering havde skænket Scott til det andet års undersøgelser. Løjtnant Evans, som endnu ikke var helt rask efter det anfald af Skørbug, der forsinkede ham og hans ledsagere på tilbagerejsen til vinterkvarteret, gik om bord og overtog på ny kommandoen over skibet, hvis anden rejse til New Zealand tiltrådtes i marts 1912, og "Terra Nova" var atter tilbage ved Kap Evans den 18. januar 1913, hvorfra ekspeditionens afrejse foregik dagen efter. Den 12. februar ankom skibet til Lyttleton med den sørgelige efterretning om Scott’s og hans fællers skæbne. Fra flere sider beklagede man, at Roald Amundsen var brudt ind på Scotts arbejdsfelt og havde vristet denne sejren ud af hænderne, men fra alle sider beundrede man den energi og det mod, som var udvist af begge disse polarforskere.

### Den japanske antarktis-ekspedition
Den japanske ekspedition under løjtnant Shirose på "Kainan Maru", som den 16. januar 1912 havde vist sig i Hvalbugten, var trods den store entusiasme, hvormed den omfattedes i Japan, dårlig forberedt, og skibet var uegnet til fart i isen. Kun de videnskabelige instrumenter var gode. Efter i 1911 at have mødt ishindringer i Rosshavet, hvor man nåede 70° s. br., vendte ekspeditionen tilbage til Sidney, hvorfra den atter udgik i november til Ross Havet, hvor den i januar 1912 i "Hvalbugten" traf Amundsens ekspedition. Den vendte hjem uden at have opnået nævneværdige resultater.

### Den australske antarktisekspedition
En australsk ekspedition under ledelse af dr. Douglas Mawson, Shackletons tidligere ledsager, afgik 2. december 1911 fra Hobart på Tasmanien på et skotsk fangstskib Aurora (kaptajn John King) med det mål at udforske Wilkes Land fra Syd Victoria Land vest over til Kejser Wilhelm II’s Land. Ekspeditionen var forsynet med hunde og slæder og i øvrigt med et udmærket materiel. Den 12. marts 1912 kom "Aurora" tilbage til Hobart efter at have landsat Mawson på Adélie-Land og et andet parti under Frank Wild ved den vestlige ende af Wilkes Land, hvor de overvintrede, og hvorfra der foretoges slæderejser viden om, lige som der gjordes videnskabelige observationer, særlig meteorologiske. George F. Ainsworth var leder af et hold, som landsattes på Macquarie-Øerne mellem Australien og Victoria Land med videnskabelige opgaver.
Wilkes ekspeditioner undersøgte nu i årene 1912 og 1913 Wilkes Land, der hidtil var så godt som ubetrådt. Af stor betydning blev de klimatiske iagttagelser over — som dr. O. Nordenskjöld siger — "Jordens vel ikke koldeste, men strengeste klima". Med rette kaldte Mawson derfor bogen om sin rejse: The home of the blizzard ("Snestormenes Hjemland"). Ekspeditionen kom den 26. februar 1914 tilbage til Adelaide.

### Den anden tyske antarktisekspedition
Den anden tyske antarktiske ekspedition, som var udrustet efter en mere beskeden målestok end Gauss-ekspeditionen, blev ledet af den fra undersøgelser i Tibet og på Spitsbergen kendte dr., oberleutnant Wilhelm Filchner; Ekspeditionens skib "Deutschland", en oprindelig norsk sælfanger ("Isbjørnen"), forlod den 6. oktober 1911 Buenos Aires og gik til Grytviken på Sydgeorgien, som blev ekspeditionens basis. Nogle målinger foretoges ved øens østende og ved South Sandwich Islands. Målet var nu ikke så meget at nå sydpolen selv som at foretage en rejse fra Weddellshavet tværs over Antarktis til Rosshavet for at bringe klarhed over de geografiske forhold mellem Vest og Øst Antarktis. En hjælpeekspedition var planlagt fra Rosshavet.
I Weddellshavet traf ekspeditionen på en kyststrækning mellem 76° 20′ og 78° s. br., som blev kaldet Prinzregent Luitpold Land, der åbenbart var en fortsættelse af Coats Land. Det kan her anføres, at Shackleton 3 år senere opdagede den manglende strækning, Caird-Kysten. Filchner fandt ved Luitpoldkysten en stor isbarriere, nu kaldet Weddellbarrieren, som syntes at være af samme slags som Rossbarrieren. Isfrie nunatakker hævede sig over isen. Der blev ikke tale om at lande, og man måtte overvintre i drivisen med skibet. Det lykkedes til slut at føre skibet ud af den farlige situation og til Sydgeorgien medbringende betydningsfulde videnskabelige, særlig oceanografiske observationer i december 1912.

### Endurance-ekspeditionen
En af Filchners ledsagere, østrigeren F. König, ville drage ud i sommeren 1914 for at løse spørgsmålet, men forhindredes af 1. verdenskrig. Dette var derimod ikke tilfældet med The Imperial Trans-Antarctic Expedition, som ikke blev tilbageholdt, da krigen brød ud. I de første dage af august 1914 afgik således denne britiske ekspedition under sir Ernest Shackleton, hvis agt det var at trænge ind i Weddellhavet for herfra over indlandsisen at gennemkrydse Vest Antarktis til Syd Victoria Land og Rosshavet, hvorfra en anden afdeling af ekspeditionen skulle gå ham i møde. Denne afdeling skulle landsættes af skibet Aurora. Den 6. december 1914 forlod Shackleton om bord i Endurance Sydgeorgien og kom straks i kamp med Isen. Endurance frøs inde og drev med pakisen gennem Weddellhavet til 77° s. br. og 35° ø. l., og den 20. november 1915 blev skibet skruet ned, efter at dog proviant, kul, slæder og tre både var blevet reddet. Mandskabet drev nu i 420 dage på en isflage, hvis omfang stadig formindskedes. Den 7. april 1915 fik de Clarence Øen i sigte, og dagen efter gik isflagen helt itu således, at man måtte søge tilflugt i bådene. Efter otte dages stormfuld rejse nåede gruppen Elefantøen, den nordligste af Sydshetlandsøerne, der ud over pingviner ingen eksistensmuligheder bød. Shackleton gik derfor tilligemed fem mand i åben båd for at nå den norske hvalfangerstation i Grytviken på Sydgeorgien, hvilket var det nærmeste beboede sted, for der at søge hjælp, mens 22 mand blev efterladt på Elefantøen. Denne farefulde rejse varede fra 24. april til 10. maj, og der tilbagelagdes 750 sømil. Shackleton gjorde nu sit yderste for at undsætte de på Elefantøen efterladte. Først efter 4 1/2 måneders forløb lykkedes det at befri dem med et skib fra Punta Arenas. De havde opholdt livet ved sæler og pingviner.

### Rosshavsgruppen
Samtidig med, at Shackleton gik ind i Weddellhavet, var en anden afdeling af ekspeditionen på skibet Aurora gået ind i Rosshavet for at landsætte slædehold, som skulle udlægge depoter og gå Shackleton i møde. Denne afdeling, som havde hovedbasis ved Kap Evans og landsatte slædehold ved isbarrièren på Hut Point, fik meget vanskelige forhold at arbejde under. Den 6. maj 1915 var "Aurora" af isforholdene bleven tvunget til at forlade Rosshavet og gik til New Zealand. Kaptajn Mackintosh, som ledede denne afdeling, havde, allerede forinden skibet forlod Kap Evans, foretaget slæderejser på isen, og i oktober måned begyndte det store fremstød med udlægning af depoter til over 83° s. Br., men tilbagerejsen blev en lang lidelsesperiode. Mackintosh måtte efterlades i et telt, men blev undsat, og den 18. marts var han ved Hut Point, men da han selv sammen med en anden den 8. maj 1916 forlod dette sted for at nå Port Evans, forsvandt begge. Den unge is var brudt op, og de havde sikkert fundet døden. 8 måneder senere landede Shackleton om bord i "Aurora" og foretog en forgæves eftersøgning, forinden han førte resten af ekspeditionen nord på. Fra 1913 havde der mellem svenske og engelske videnskabsmænd været ført forhandlinger om et samarbejde i Antarktis for på Graham Land at få oprettet en flerårig station, men 1919 blev planen af forskellige grunde opgivet.
1920 hørte man om en stor ekspedition, som under lægen J.L. Cope, der tidligere havde deltaget i Ross Hav-partiet partiet på Schakletons ekspedition, skulle afgå for at undersøge Weddelhavets kyster. Forberedelser blev gjort, men The Royal Geographical Society i London ville ikke anbefale ekspeditionen, og den fik også et ret tarveligt forløb: 4 ekspeditionsmedlemmer afgik med to norske hvalfangerskibe og samledes i slutningen af 1920 på Deception Øen, den sydligste af Syd-Shetland-Øerne. Herfra skulde et hvalfangerskib landsætte ekspeditionen ved nordenden af Graham Land, hvorfra man med slæder og hunde ville gå syd på til Snow Hill på en lille ø øst for Graham Land, hvor der fandtes et overvintringshus fra den svenske ekspedition, og hvor man ville tage basis for Weddell Havets kysters undersøgelse, men på grund af is ville hvalfangerkaptajnen, som havde andre praktiske formål for øje, ikke vove forsøget, og til sidst landsattes ekspeditionsmedlemmerne på vestsiden af Graham Land den 12. januar 1921 på 64° 48′ s. br. og 62° 43′ v. l. på den såkaldte Dancokyst, hvorfra det viste sig ugørligt at komme over land til Weddell Havet. Enden blev, at lederen og næstkommanderende drog hjem med en hvalfanger, efterladende geologen T.W. Bagshave og løjtnant i den britiske marine M.C. Lester, som dels skulle passe ekspeditionens hunde, dels foretage videnskabelige observationer — så ville lederne komme igen næste år med en damper, som kunne føre ekspeditionen ind i Weddell Havet, hvilket dog ikke skete; de to mænd blev så, den 13. januar 1922, afhentede af en norsk hvalfangerkaptajn, hos hvem de blev om bord i 3 måneder under hvalfangstkampagnen således, at de først den 16. juni 1922 kom tilbage til England. Løjtnant Lester har givet værdifulde meddelelser fra Graham Land og fra øer og sunde vest derfor, som og om de norske hvalfangere, hvis hovedbasis for "Hvalindustrien" lå på Deception Øen.
Det var i året 1892, eller 117 år efter at man gennem Cook havde modtaget den første meddelelse om hvalerne i sydhavet, at en pioner-ekspedition på 4 skibe afgik fra Dundee samtidig med, at den bekendte ishavsfarer Kaptajn C.A. Larsen fra Norge også drog ud, men det første forsøg faldt mindre godt ud som følge af, at udrustningen til disse sydlige egne viste sig ikke at burde være helt den samme som i nordishavet. I 1894 begyndte man fra Argentina at drive hvalfangst i sydishavet, men fra 1905 tog nordmændene fat for alvor, og blev så godt som enerådende på fangstområdet. Fra Sandefjord, Larvik og Tønsberg sendtes årlig i september til sydishavet fangstskibe, som i Montevideo medtog deres hvalbåde, der havde ligget over her. Først 8 måneder efter afrejsen fra Norge var skibene tilbage igen.

### Shackleton-Rowett-ekspeditionen
Stadig drog Sydpolarlandene forskerne til sig: Den 24. september 1921 udgik Shackleton på en ny ekspedition fra Plymouth med et lille kun 200 tons stort skib, Quest, som ved Kapstaden skulle foretage en omsejling af hele sydpolarområdet og særlig beskæftige sig med Enderby Land. Men ekspeditionen ramtes straks af et hårdt slag: den 5. januar 1922 døde ekspeditionslederen Shackleton pludselig i Grytviken på Sydgeorgien, om bord i Quest, og hans lig blev ført til Montevideo, men straks efter igen bragt tilbage til Grytviken, hvor Shackletons enke ønskede ham begravet. Efter Shackletons død blev ekspeditionen ført videre af næstkommanderende, Frank Wild, som med Quest først foretog undersøgelser på Sydgeorgien og Sydsandwichøerne og dernæst søgte at trænge frem til Antarktis. Men isforholdene var vanskelige, man nåede frem til 69° 18′ S 17° 12′ Ø, men måtte vende og kom tilbage til Elefantøen, hvorfra ekspeditionen måtte vende hjem på grund af kulmangel.
1923 udsendtes Discovery under føring af I.R. Stenhouse til farvandene om Sydgeorgien og Sydshetlandsøerne med mere for at studere hvalfangsten og de forhold, hvorunder den drives.

## Antarktis deles og de faste forskningsstationer
På lignende måde som nordpolarlandene omkring 1. verdenskrig blev annekterede af forskellige stater, skete der en samtidig anneksion af sydpolarlandene. I året 1908 fik således den engelske guvernør på Falklandsøerne myndighed over Sydgeorgien og Sandwich-øerne. Sydorkney-øerne, Sydshetlandsøerne og Graham Land, og i 1917 udstrakte den engelske regering sin jurisdiktion til alle øer og lande mellem meridianerne 20° og 25° v. l. syd for parallel 50°, og mellem meridianerne 50° og 80° v. l., syd for bredden 58°. Disse forholdsregler blev 31. juli 1923 fuldstændiggjorte ved anneksionen til New Zealand af egnene i nærheden af Rosshavet omfattende øer og territorier mellem meridianen 160° ø. l. og 150° v. l. lige til og indbefattet Sydpolen. England var således bleven herre over de hovedveje, der førte til det antarktiske fastland, i hvis omgivelser der fandtes masser af fisk og navnlig mængder af sæler og hvaler.
Frankrig fulgte efter, idet regeringen erklærede, at Groyet-øerne og Adélie Land fremtidig regnedes for hørende til det franske kolonirige.

## Liste over ekspeditioner til Antarktis og omgivende farvande

### Indtil det 19. århundrede
| År        | Land           | Ekspeditionens navn                     | Skib | Leder                                  | Opsummering                                                          | Noter |
| --------- | -------------- | --------------------------------------- | ---- | -------------------------------------- | -------------------------------------------------------------------- | ----- |
| 1675      | England        |                                         |      | Anthony de la Roché                    | Opdagede Sydgeorgien                                                 |       |
| 1739      | Frankrig       |                                         |      | Jean-Baptiste Charles Bouvet de Lozier | Opdagede Bouvetøen                                                   |       |
| 1771-1772 | Frankrig       | Den første franske Antarktisekspedition |      | Yves Joseph de Kerguelen de Trémarec   | Opdagede Kerguelen                                                   |       |
| 1772-1775 | Storbritannien |                                         |      | James Cook                             | Første sejlads over den Sydlige polarcirkel. Forskning i Sydgeorgien |       |

### 19. århundrede
| År        | Land           | Ekspeditionens navn                    | Skib           | Leder                              | Opsummering | Noter                |
| --------- | -------------- | -------------------------------------- | -------------- | ---------------------------------- | --- | -------------------- |
| 1819      | Storbritannien |                                        |                | William Smith                      | Første opdagelse af land syd for 60. breddegrad |                      |
| 1819      | Spanien        |                                        | San Telmo      | Rosendo Porlier                    | San Telmo synker i Drakestrædet, de druknede regnes som de første døde i Antarktis                                                                                       |                      |
| 1819-1821 | Rusland        |                                        |                | Fabian Gottlieb von Bellingshausen | Første opdagelse af fastland i Antarktis |                      |
| 1820      | Storbritannien |                                        |                | Edward Bransfield William Smith    | Nåede Trinityhalvøen |                      |
| 1820      | USA            |                                        |                | Nathaniel Palmer                   | Nåede i synsvidde af Antarktis den 17. november 1820 |                      |
| 1821      | USA            |                                        |                | John Davis                         | Gik i land i Hughes Bay den 7. februar 1821 som den første, der satte foden på Antarktis                                                                                 |                      |
| 1823-1824 | Storbritannien |                                        |                | James Weddell                      | Nåede den 20. februar 1823 det indtil da sydligste besøgte sted |                      |
| 1830-1832 | Storbritannien | Southern Ocean Expedition              |                | John Biscoe                        | Nåede i sigte af Enderby Land, Graham Land og Adelaide Island |                      |
| 1837-1840 | Frankrig       | Den anden franske antarktisekspedition |                | Jules Dumont d'Urville             | Opdagede Adélie Land |                      |
| 1838-1839 | Storbritannien |                                        |                | John Balleny                       | Opdagede Ballenyøerne |                      |
| 1838-1842 | USA            | Wilkes-ekspeditionen                   |                | Charles Wilkes                     | Nåede den Antarktiske halvø og Østantarktis |                      |
| 1839-1843 | Storbritannien |                                        |                | James Clark Ross                   | Opdagede Rossbarrieren (Ross-isshelfen), Rosshavet, Mount Erebus, Mount Terror og Victoria Land                                                                          |                      |
| 1892-1893 | Skotland       | Dundee-ekspeditionen 1892–93           |                |                                    | Opdagede Dundee Island |                      |
| 1894-1895 | Norge          | Antarctic-ekspeditionen                |                | Henrik Johan Bull                  | Gik i land ved Kap Adare |                      |
| 1897-1899 | Belgien        | Belgica-ekspeditionen                  | Belgica        | Adrien de Gerlache de Gomery       | Opfangsrige indsamlinger af meteorologiske, biologiske og geologiske oplysninger samt strømforhold ved antarktiske kyster. Kortlagde vestkysten af den Antarktiske Halvø | [ 23 ] [ 24 ] [ 25 ] |
| 1898-1899 | Storbritannien | Southern Cross-ekspeditionen           | Southern Cross | Carsten Egeberg Borchgrevink       | Sejlede rundt om Kap Adare og overvintrede i Antarktis. Ny sydlig rekord (78°50'S). Den første ekspedition, som anvendte hunde og hundeslæder                            | [ 26 ] [ 27 ] [ 28 ] |

### Begyndelsen af 20. århundrede
| År        | Land             | Ekspeditionens navn                       | Skib         | Leder                 | Opsummering | Noter                |
| --------- | ---------------- | ----------------------------------------- | ------------ | --------------------- | --- | -------------------- |
| 1901-1904 | Storbritannien   | Discovery-ekspeditionen                   | Discovery    | Robert Falcon Scott   | Udforskning af de hidtil ukendte områder syd for Kerguelen                                                             |                      |
| 1901-1903 | Tyske Kejserrige | Gauss-ekspeditionen                       | Gauss        | Erich von Drygalski   | Udforskning af de hidtil ukendte områder syd for Kerguelen                                                             | [ 29 ] [ 30 ] [ 31 ] |
| 1901-1903 | Sverige          | Den svenske antarktisekspedition 1901–03  | DS Antarctic | Otto Nordenskjöld     | Udforskning af den antarktiske halvø                                                                                   | [ 32 ] [ 33 ] [ 34 ] |
| 1902-1904 | Skotland         | Scotia-ekspeditionen                      | Scotia       | William Speirs Bruce  | Opdagede østkysten af Weddellhavet                                                                                     | [ 35 ] [ 36 ]        |
| 1903-1905 | Frankrig         | Charcots første ekspedition               | Français     | Jean-Baptiste Charcot | Udforskede vestkysten af Graham Land                                                                                   | [ 37 ] [ 38 ] [ 39 ] |
| 1907-1909 | Storbritannien   | Nimrod-ekspeditionen                      | Nimrod       | Ernest Shackleton     | Nåede den magnetiske sydpol (72°15′S, 155°16′O) den 16. januar 1909, ny sydrekord (88°23'S,160°0'S) den 9. januar 1909 | [ 40 ] [ 41 ] [ 42 ] |
| 1908-1910 | Frankrig         | Charcots anden ekspedition                |              | Jean-Baptiste Charcot | Opdagede Marguerite Bay og Charcot-øen                                                                                 | [ 37 ] [ 39 ] [ 43 ] |
| 1910-1912 | Japan            | Den japanske Antarktisekspedition         | Kainan Maru  | Shirase Nobu          | Mislykket forsøg på at nå sydpolen                                                                                     | [ 44 ] [ 45 ]        |
| 1910-1912 | Norge            | Fram-ekspeditionen                        | Fram         | Roald Amundsen        | Nåede sydpolen (90° S) den 14. december 1911                                                                           | [ 46 ] [ 47 ] [ 48 ] |
| 1910-1913 | Storbritannien   | Terra Nova-ekspeditionen                  | Terra Nova   | Robert Falcon Scott   | Nåede sydpolen (90° S) den 17. januar 1912                                                                             | [ 49 ] [ 50 ] [ 51 ] |
| 1911-1913 | Tyske Kejserrige | Den tyske antarktisekspedition 1911–13    | Deutchland   | Wilhelm Filchner      | Opdagede Filchner-Ronne isshelfen                                                                                      | [ 34 ] [ 52 ] [ 53 ] |
| 1911-1914 | Australien       | Den australasiatiske antarktisekspedition |              | Douglas Mawson        | Kortlagde den antarktiske kystlinje syd for Australien                                                                 | [ 54 ] [ 55 ] [ 56 ] |
| 1914-1916 | Storbritannien   | Endurance-ekspeditionen                   | Endurance    | Ernest Shackleton     | Forsøg på at krydse det antarktiske landområde til fods                                                                | [ 57 ] [ 58 ]        |
| 1914-1917 | Storbritannien   | Rosshavsgruppen (Ross Sea Party)          | Aurora       | Aeneas Mackintosh     | Understøttelse til Endurance-ekspeditionen                                                                             | [ 59 ]               |
| 1920-1922 | Storbritannien   | British Imperial Antarctic Expedition     |              | John Lachlan Cope     | |                      |
| 1921-1922 | Storbritannien   | Quest-ekspeditionen                       | Quest        | Ernest Shackleton     | | [ 60 ] [ 61 ]        |